# X-Men: Days of Future Past
Pour les articles homonymes, voir X-Men (homonymie).
Série X-Men
X-Men : Le Commencement
(2011) X-Men: Apocalypse
(2016)
Série Wolverine
Wolverine : Le Combat de l'immortel
(2013) Logan
(2017)
Pour plus de détails, voir Fiche technique et Distribution.
X-Men: Days of Future Past ou X-Men : Jours d’un avenir passé au Québec, est un film de super-héros américano-britannique réalisé par Bryan Singer et sorti en 2014.
Ce film est inspiré de la série de comics Futur antérieur écrite par le scénariste Chris Claremont et dessinée par John Byrne, publiée par Marvel Comics en 1981 qui met en scène les personnages des X-Men créés par Stan Lee et Jack Kirby.
Septième film de la série de films X-Men, il fait suite aux films X-Men : Le Commencement (2011) réalisé par Matthew Vaughn et Wolverine : Le Combat de l'immortel (2013) réalisé par James Mangold.
Une version longue, intitulée X-Men: Days of Future Past, the Rogue Cut, est sortie le 15 juillet 2015 en DVD et Blu-ray. Elle comprend essentiellement les scènes de Malicia (Rogue en VO), initialement coupées au montage.

## Synopsis
En 2023, les mutants, les humains susceptibles d'engendrer des mutants, et des humains prêts à les défendre, sont en voie d'extinction depuis le début d'une guerre contre les Sentinelles, des robots conçus pour trouver et éliminer les mutants. À Moscou, ils attaquent les survivants de X-Men : Kitty Pryde, Colossus, Blink, Warpath, Bishop, Iceberg et Solar. Les mutants se sacrifient pour donner à Kitty suffisamment de temps pour envoyer la conscience de Bishop quelques jours dans le passé pour avertir les autres de l'attaque à venir et assurer leur survie.
Après avoir évité l'attaque, le groupe se retire dans un temple en Chine et est rejoint par Tornade, Wolverine, du professeur Charles Xavier et Magnéto. Xavier explique que les Sentinelles ont été conçues à l'origine par Bolivar Trask, un concepteur d'armes que Raven Darkhölme a assassiné en 1973. En réponse, le gouvernement a capturé Raven et a expérimenté sur elle, en utilisant son ADN pour créer des sentinelles capables de s'adapter à n'importe quel pouvoir mutant.
Dans un ultime effort pour changer le cours tragique des événements, le professeur Xavier et Magnéto renvoient l'esprit de Wolverine dans son propre corps, en 1973, grâce aux talents de Kitty. Ainsi conscient de l'avenir qui se prépare, il doit y retrouver les jeunes mutants écorchés qu’ils ont été.
Logan y rencontre un Charles Xavier qui a renoncé à ses pouvoirs à cause d’un sérum qui lui permet de marcher, il vit cloîtré avec Hank McCoy dans son manoir qui n’est plus une école à cause de la Guerre du Viêt Nam. Charles annonce à Logan que Magnéto est emprisonné au Pentagone pour l'assassinat de John F. Kennedy. Le but de Wolverine est de convaincre Xavier et Magnéto que la guerre va éclater à la suite d'un enchaînement d'événements provoqués par Mystique parce qu’elle à découvert que Trask a fait des expériences mortelles sur les mutants.
Ayant besoin de Magnéto pour convaincre Mystique de renoncer à son projet, Xavier, Hank et Logan décident de le faire évader du Pentagone. Ils sollicitent l'aide de Vif-Argent pour se débarrasser aisément des gardes et faire sortir Magnéto, puis ils s'envolent pour Paris. Pendant le trajet, Xavier et Erik s'expliquent et au cours de leurs échanges, Erik dévoile qu’Angel, Azazel, Emma Frost et le Hurleur sont tous morts. Ils semblent ensuite entamer leur réconciliation.

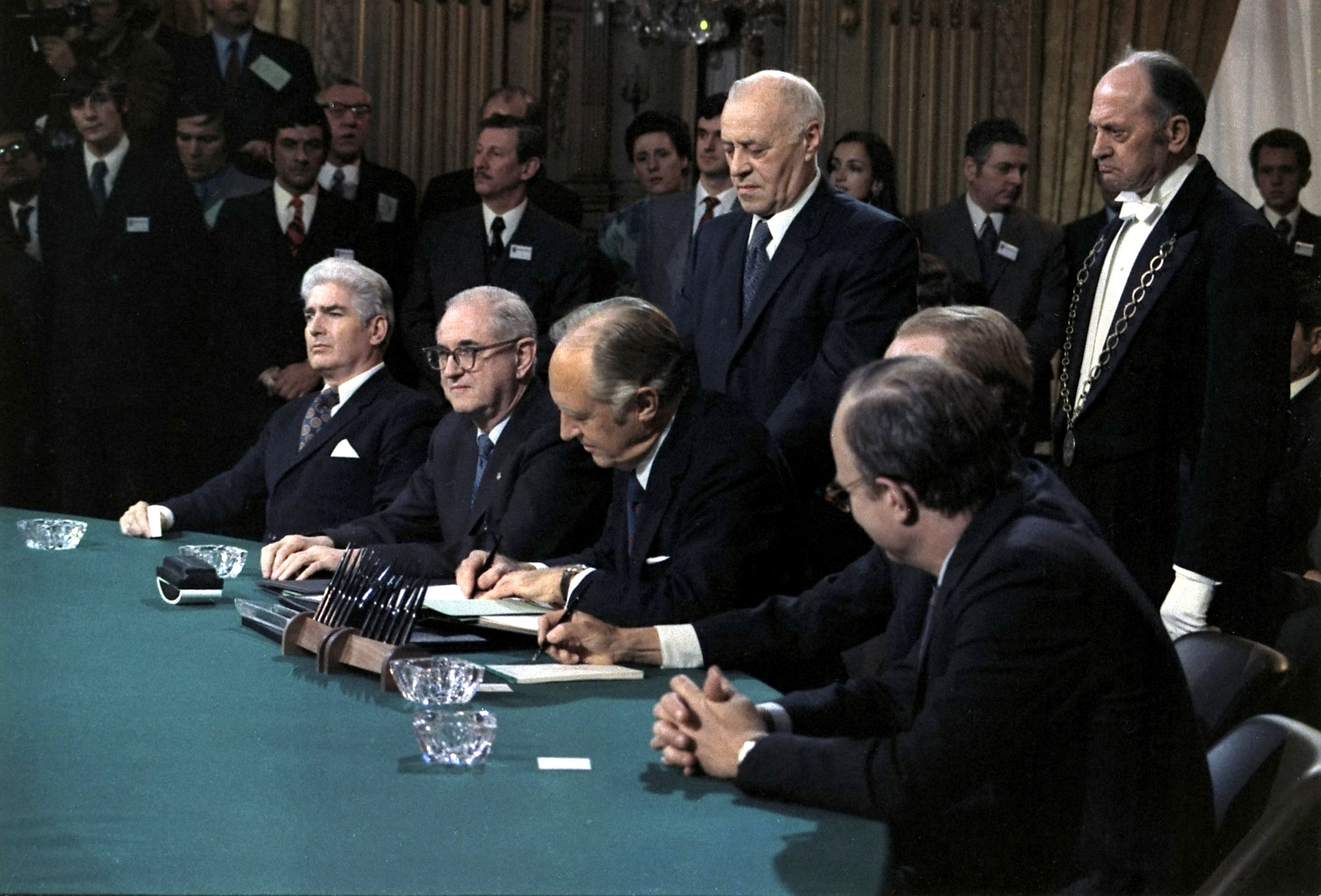
Les accords de paix de Paris signés en janvier 1973.

Cependant, lors des Accords de paix de Paris pour la fin de la guerre du Viêt Nam, Xavier, McCoy et Logan empêche l’assassinat de Raven mais Magnéto décide purement et simplement d'éliminer Mystique pour la survie des mutants. Il la blesse à la jambe et son sang est ensuite récupéré par l'équipe du docteur Trask. Comme ils se sont battus sous les yeux du monde entier (de nombreux journalistes étant venus couvrir l'événement), le président des États-Unis Richard Nixon décide de valider le programme Sentinelle de Trask. Les robots sont assemblés et présentés au public.

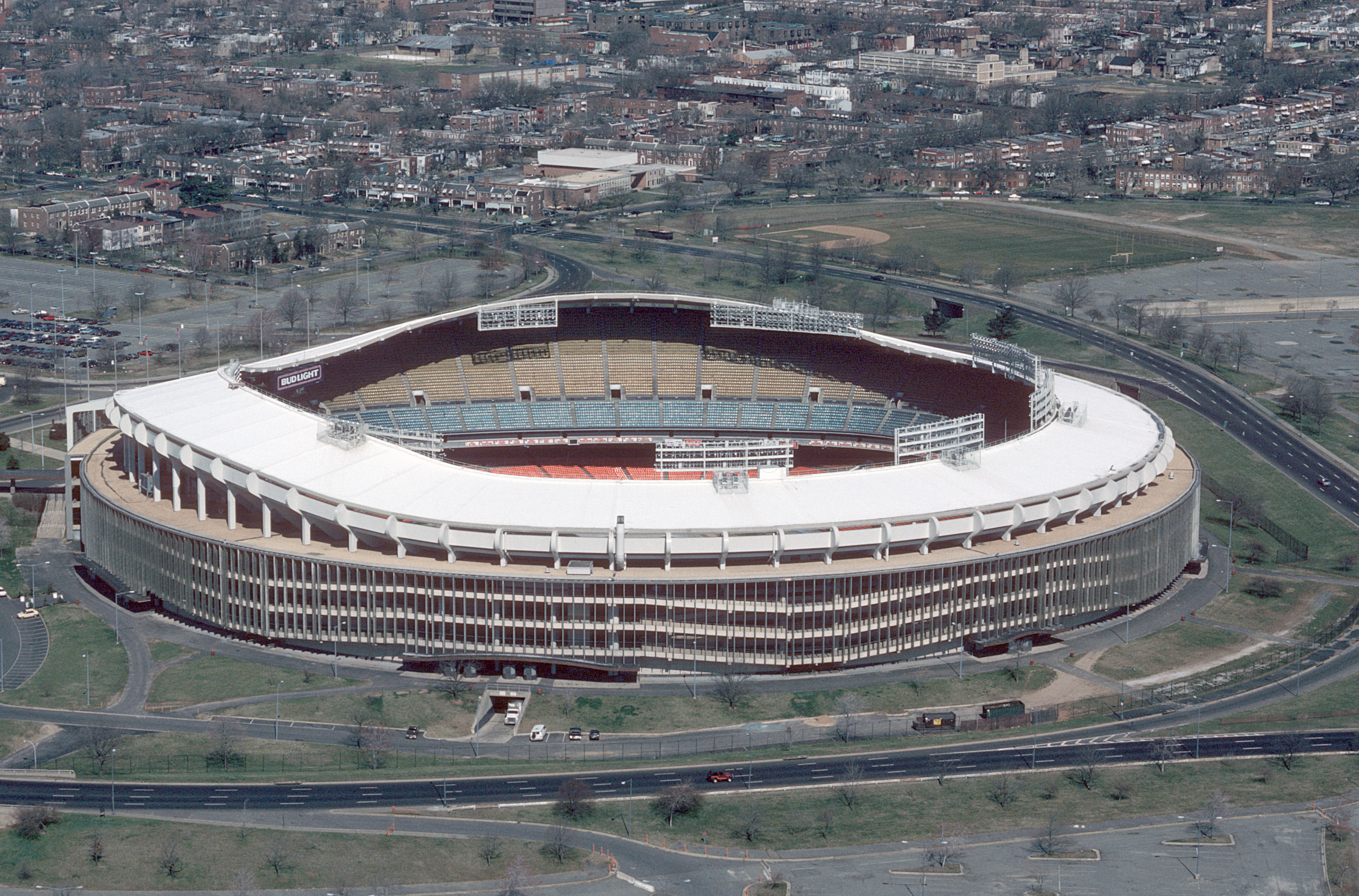
Le Robert F. Kennedy Memorial Stadium déplacé par Magnéto.

Magnéto récupère son casque et se sert alors des prototypes des Sentinelles pour faire comprendre aux humains le potentiel des mutants. De retour aux manoir, Xavier abandonne le sérum et lit l'esprit de Logan, est capable de communiquer avec son futur lui, qui l'inspire à protéger la relation entre les mutants et les humains. Après que Xavier a utilisé le Cerebro pour trouver Mystique, lui, McCoy et Logan se rendent à Washington, D.C. pour empêcher Raven d'assassiner Trask.
Lors d'une cérémonie où Nixon dévoile les Sentinelles, le groupe cherche Raven mais Lehnsherr apparaît, active les Sentinelles et déplace le Robert F. Kennedy Memorial Stadium de Washington pour isoler la Maison-Blanche. Magneto se présente aux caméras du monde devant le président Nixon et son état-major désarmé. Logan, le Fauve et Xavier tentent de s'interposer mais sont mis en déroute par les Sentinelles controlées par Magnéto. Pendant la bataille, Lehnsherr empale Logan avec des barres d'armature et le jette dans la rivière Potomac. Mystique prend alors l'apparence du président pour empêcher Magnéto de le tuer. Elle y parvient et renonce finalement à assassiner Trask grâce à Xavier, ce qui fait d'elle une héroïne aux yeux des humains.
Dans le monde futur, les Sentinelles débusquent les mutants cachés. Un combat s'engage et Iceberg, Bishop, Tornade, Warpath, Solar, Colossus et Blink sont tués en essayant de gagner du temps. Xavier, Magnéto, Kitty, et Wolverine se retrouvent à la merci des Sentinelles qui s'apprêtent à les consumer mais comme, cinquante ans plus tôt, Mystique a renoncé à son projet d'assassinat, le futur apocalyptique est effacé de la ligne temporelle.
Logan reprend ses esprits dans l'école de Xavier où les cinquante années écoulées n'ont rien à voir avec la vie qu'il a connue. Les mutants vivent en harmonie avec les humains et tous les X-Men sont vivants, y compris Scott et Jean Grey. Bobby et Malicia sont toujours ensemble et Kitty, à présent compagne de Colossus, est devenue professeure. Logan demande à Xavier des informations sur l'histoire moderne de 1973 à nos jours. En se rendant compte que le Wolverine de la chronologie originale est revenu, Charles est d'accord. En 1973, Logan est sauvé par Raven, s'étant déguisé en major William Stryker.
Scène post-générique
Dans l'Égypte antique, une foule en admiration se prosterne et scande le nom d'un adolescent : En Sabah Nur. Grâce à ses pouvoirs télékinétiques sur la pierre, il est en train de construire une grande pyramide à une vitesse extraordinaire. Au loin, quatre cavaliers observent la scène.

## Fiche technique
Sauf indication contraire, les informations mentionnées dans cette section peuvent être confirmées par les bases de données cinématographiques IMDb et Allociné,  présentes dans la section « Liens externes ».
- Titre original et français : X-Men: Days of Future Past
- Titre québécois : X-Men : Jours d’un avenir passé
- Réalisation : Bryan Singer
- Scénario : Simon Kinberg d'après une histoire de Matthew Vaughn, Jane Goldman et Simon Kinberg, d'après l’arc narratif Days of Future Past de Chris Claremont et John Byrne basé sur les personnages créés par Stan Lee et Jack Kirby
- Musique : John Ottman
- Direction artistique : Caroline Alder, Ravi Bansal, Vincent Gingras-Liberali, Michele Laliberte et Félix Larivière-Charron
- Décors : John Myhre
- Costumes : Louise Mingenbach
- Photographie : Newton Thomas Sigel
- Son : Brian Bair, Ron Bartlett, Tom Lalley
- Montage : John Ottman et Michael Louis Hill
- Production : Lauren Shuler Donner, Simon Kinberg, Bryan Singer, Richard Donner[2] et Hutch Parker
  - Production déléguée : Stan Lee, Todd Hallowell (en), Josh McLaglen
  - Production associée : Kathleen McGill, Tom Cohen et Derek Hoffman
  - Coproduction : Jason Taylor
- Sociétés de production[3] :
  - États-Unis : Bad Hat Harry Productions, Donners' Company et Genre Films, présenté par Twentieth Century Fox, en association avec Marvel Entertainment et TSG Entertainment
  - Royaume-Uni : réalisé en association avec Ingenious Media et Down Productions
- Société de distribution : Twentieth Century Fox (États-Unis, Canada et Royaume-Uni) ; Twentieth Century Fox France (France) ; Bandwidth Digital Releasing (Canada) ; Fox-Warner (Suisse romande)
- Budget : 200 millions de dollars[4]
- Pays de production :  États-Unis,  Royaume-Uni
- Langues originales : anglais, vietnamien, français
- Format[5] : couleur - 35 mm / D-Cinema - 2,39:1 (Cinémascope) - son Dolby Atmos | Datasat | SDDS | Dolby Surround 7.1
- Genre : super-héros, action, aventures, science-fiction, thriller
- Durée : 132 minutes ; 149 minutes (version longue Rogue Cut)[6]
- Dates de sortie[7] :
  - États-Unis : 10 mai 2014 (première mondiale à New York)[8] ; 23 mai 2014 (sortie nationale)
  - France, Belgique, Suisse romande : 21 mai 2014[9],[10]
  - Royaume-Uni : 22 mai 2014
  - Québec : 23 mai 2014[11]
- Classification[12] :
  - États-Unis : accord parental recommandé, film déconseillé aux moins de 13 ans (PG-13 - Parents Strongly Cautioned)[Note 1]
  - Royaume-Uni : les enfants de moins de 12 ans doivent être accompagnés d'un adulte (12A - Suitable for 12 years and over)[13]
  - France : tous publics[14]
  - Belgique : tous publics (Alle Leeftijden)[9]
  - Suisse romande : interdit aux moins de 12 ans[15]
  - Québec : tous publics - déconseillé aux jeunes enfants (G - General Rating)[11]

## Distribution
- Hugh Jackman (VF : Joël Zaffarano) : James « Logan » Howlett / Wolverine
- James McAvoy (VF : Alexis Victor) : Charles Xavier / Professeur X, jeune
- Michael Fassbender (VF : Jean-Pierre Michael) : Erik Magnus Lensherr / Magnéto, jeune
- Patrick Stewart (VF : Pierre Dourlens) : Charles Xavier / Professeur X, âgé
- Ian McKellen (VF : Philippe Catoire) : Erik Magnus Lensherr / Magnéto, âgé
- Jennifer Lawrence (VF : Céline Mauge) : Raven Darkhölme / Mystique
- Peter Dinklage (VF : Constantin Pappas) : Bolivar Trask[16]
- Nicholas Hoult (VF : Damien Boisseau) : Henry « Hank » McCoy / le Fauve, jeune
- Halle Berry (VF : Géraldine Asselin) : Ororo Munroe / Tornade
- Elliot Page (VF : Barbara Kelsch) : Katherine « Kitty » Pryde / Shadowcat (crédité Ellen Page)
- Shawn Ashmore (VF : Patrick Mancini) : Robert « Bobby » Drake / Iceberg
- Omar Sy (VF : lui-même) : Lucas Bishop
- Anna Paquin (VF : Caroline Victoria) : Anna Marie D'Ancanto / Malicia (caméo, davantage présente dans la version longue)
- Daniel Cudmore (VF : Jérôme Keen) : Piotr « Peter » Nikolaievitch Rasputin / Colossus
- Fan Bingbing : Clarice Ferguson / Blink
- Evan Peters (VF : Victor Naudet) : Peter Maximoff / Vif-Argent
- Adan Canto (VF : Emmanuel Garijo) : Roberto Da Costa / Solar
- Booboo Stewart (VF : Adrien Larmande) : James Proudstar / Warpath
- Josh Helman (VF : Emmanuel Curtil) : Commandant William Stryker[17]
- Lucas Till (VF : Alexandre Gillet) : Alexander « Alex » Summers / Havok[16]
- Evan Jonigkeit (VF : Adrien Larmande) : Mortimer Toynbee / le Crapaud
- Mark Camacho (VF : Thierry Buisson) : le président Richard Nixon
- Michael Lerner (VF : Bernard Tiphaine) : le sénateur Brickman
- Chris Claremont (VF : Jean-Claude Sachot) : Parker, l'un des membres du congrès
- Zabryna Guevara (VF : Maïk Darah) : la secrétaire de Trask
- Karine Vanasse : l'infirmière française
- Bryan Singer : l'homme tenant une caméra lors des accords de Paris (caméo)
- Harry Standjofski : l'homme qui tond la pelouse du stade (caméo)
- Kelsey Grammer (VF : Jean-Claude de Goros) : Henry « Hank » McCoy / le Fauve, âgé (caméo)
- Famke Janssen (VF : Juliette Degenne) : Jean Grey (caméo)
- James Marsden (VF : Damien Boisseau) : Scott Summers / Cyclope (caméo)
- Laurence Belcher : Charles Xavier à 12 ans (images issues de X-Men : Le Commencement)
- Morgan Lily : Raven Darkholme jeune (images issues de X-Men : Le Commencement)
- Brian Cox : William Stryker, âgé (images issues de X-Men 2)

Source et légende : version française (VF) sur RS Doublage et selon le carton du doublage français au cinéma.

Photos des acteurs principaux
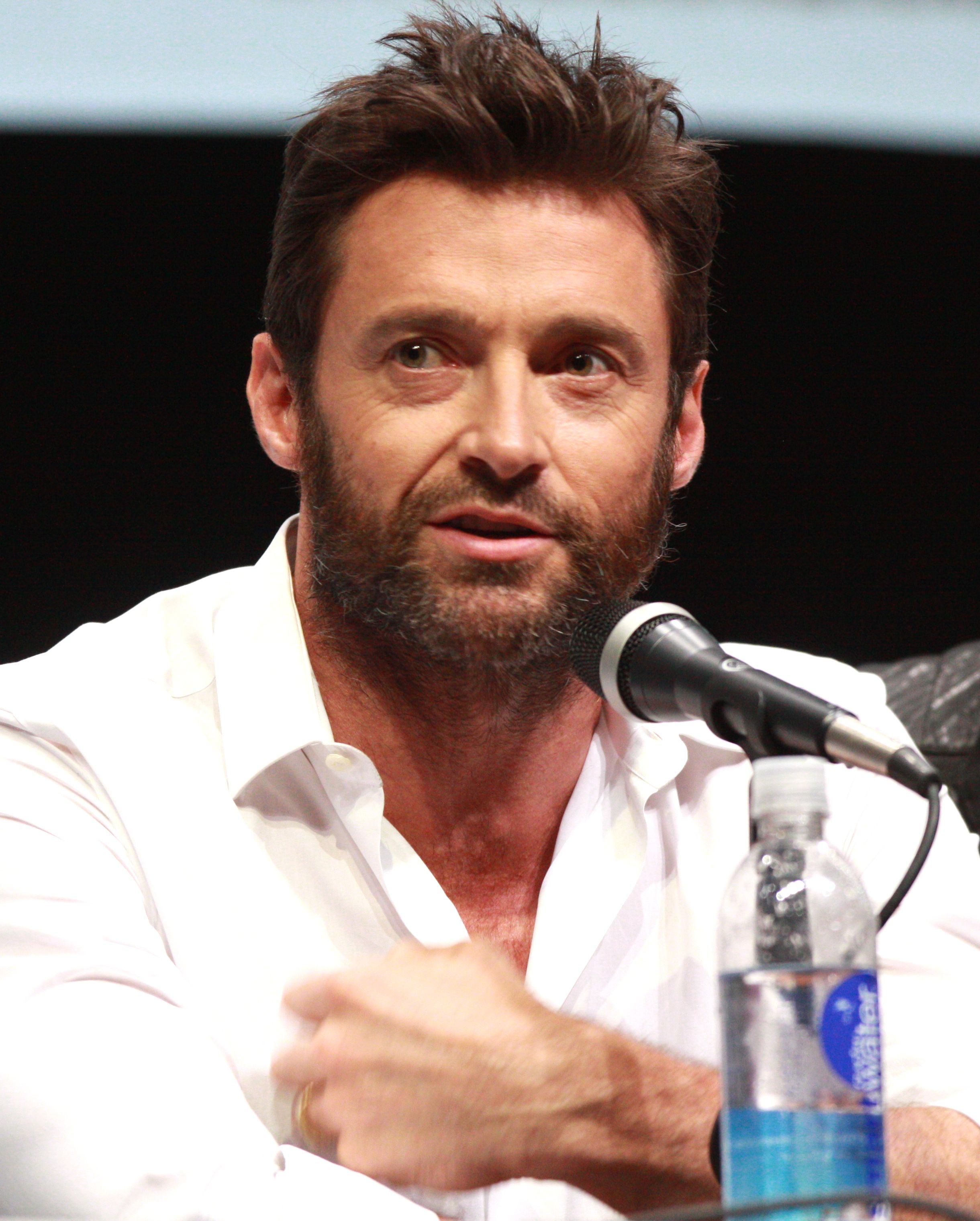
Hugh Jackman dans le rôle de James « Logan » Howlett / Wolverine
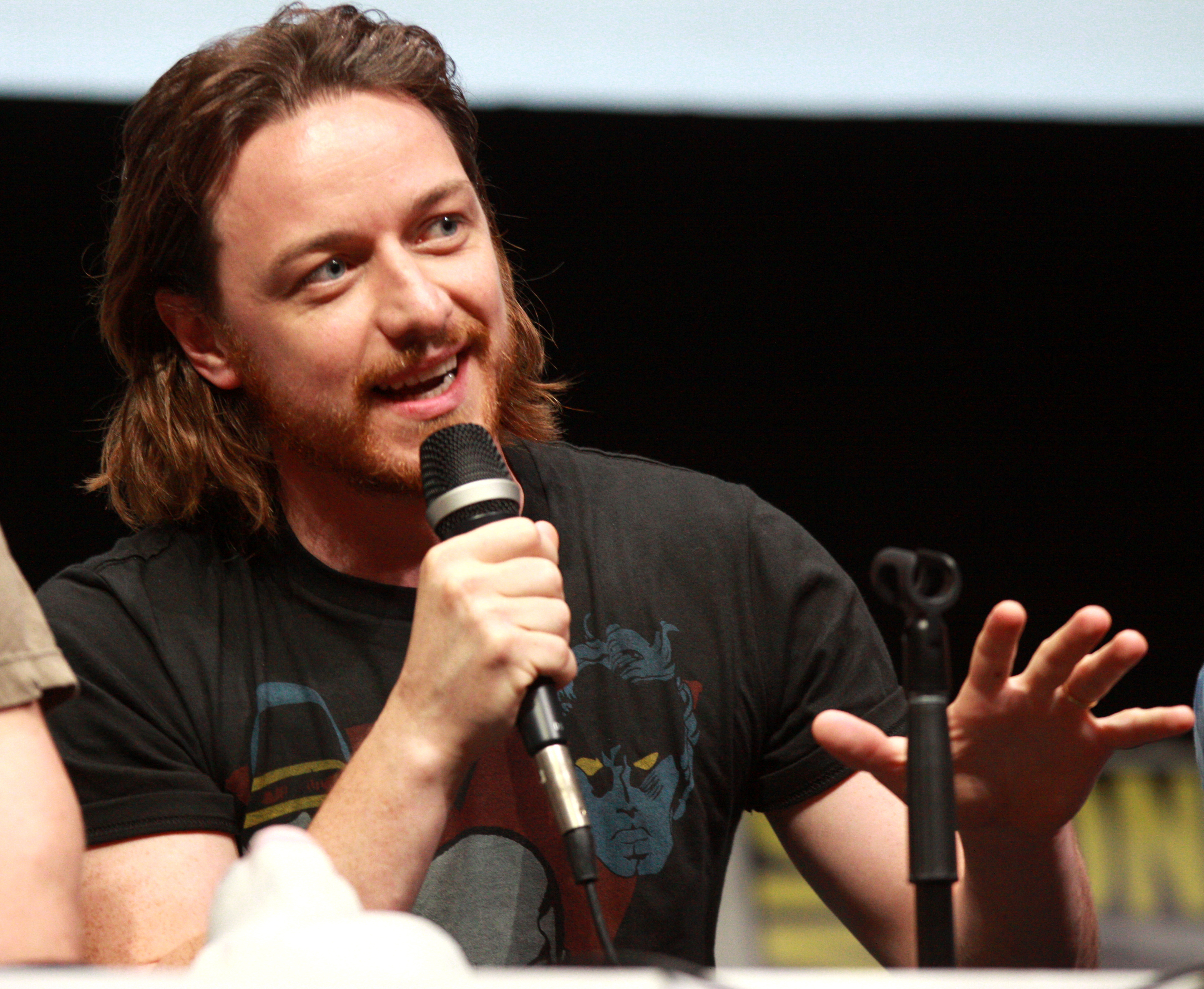
James McAvoy dans le rôle du professeur Charles François Xavier / professeur X jeune
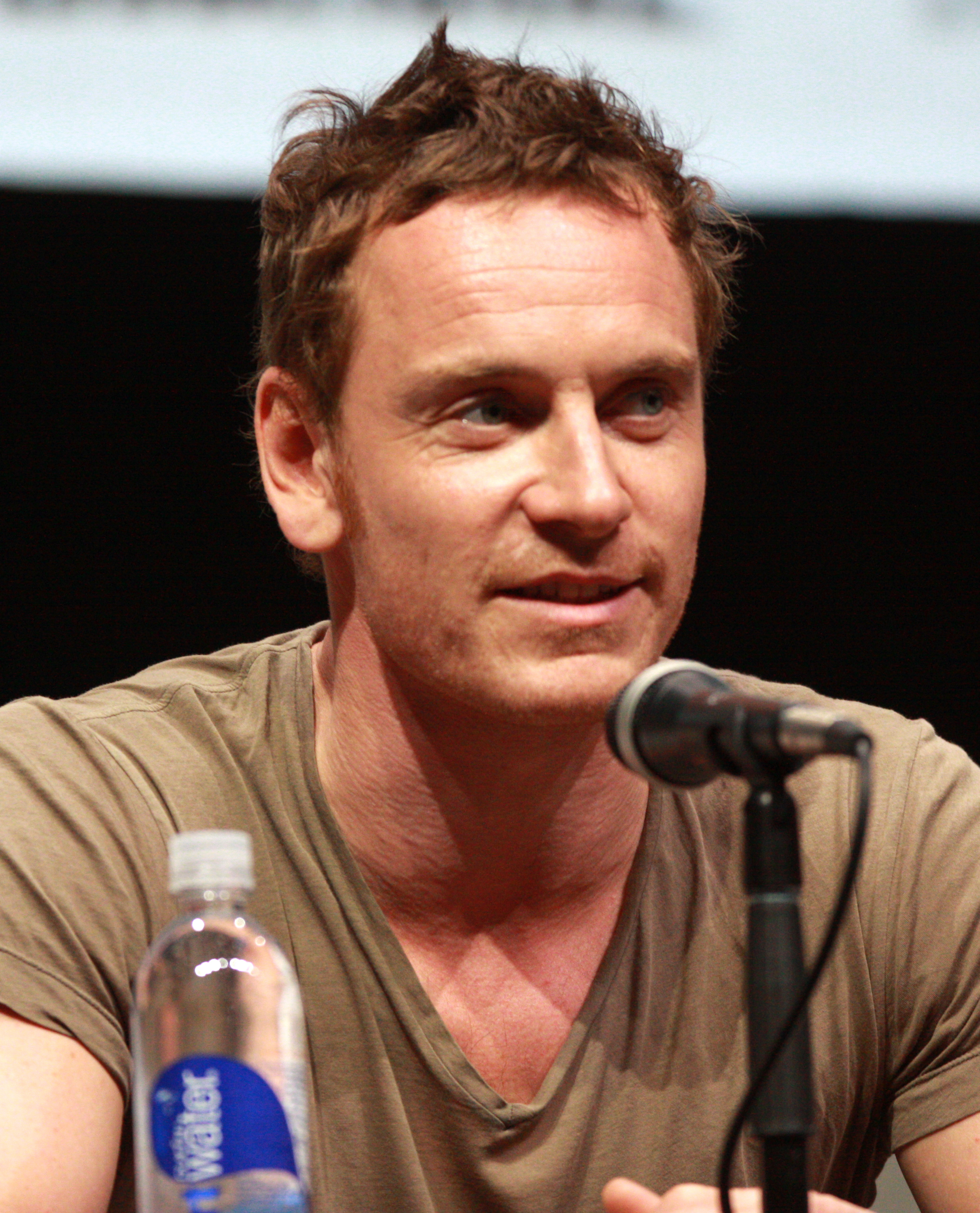
Michael Fassbender dans le rôle de Erik Magnus Lensherr / Magnéto jeune
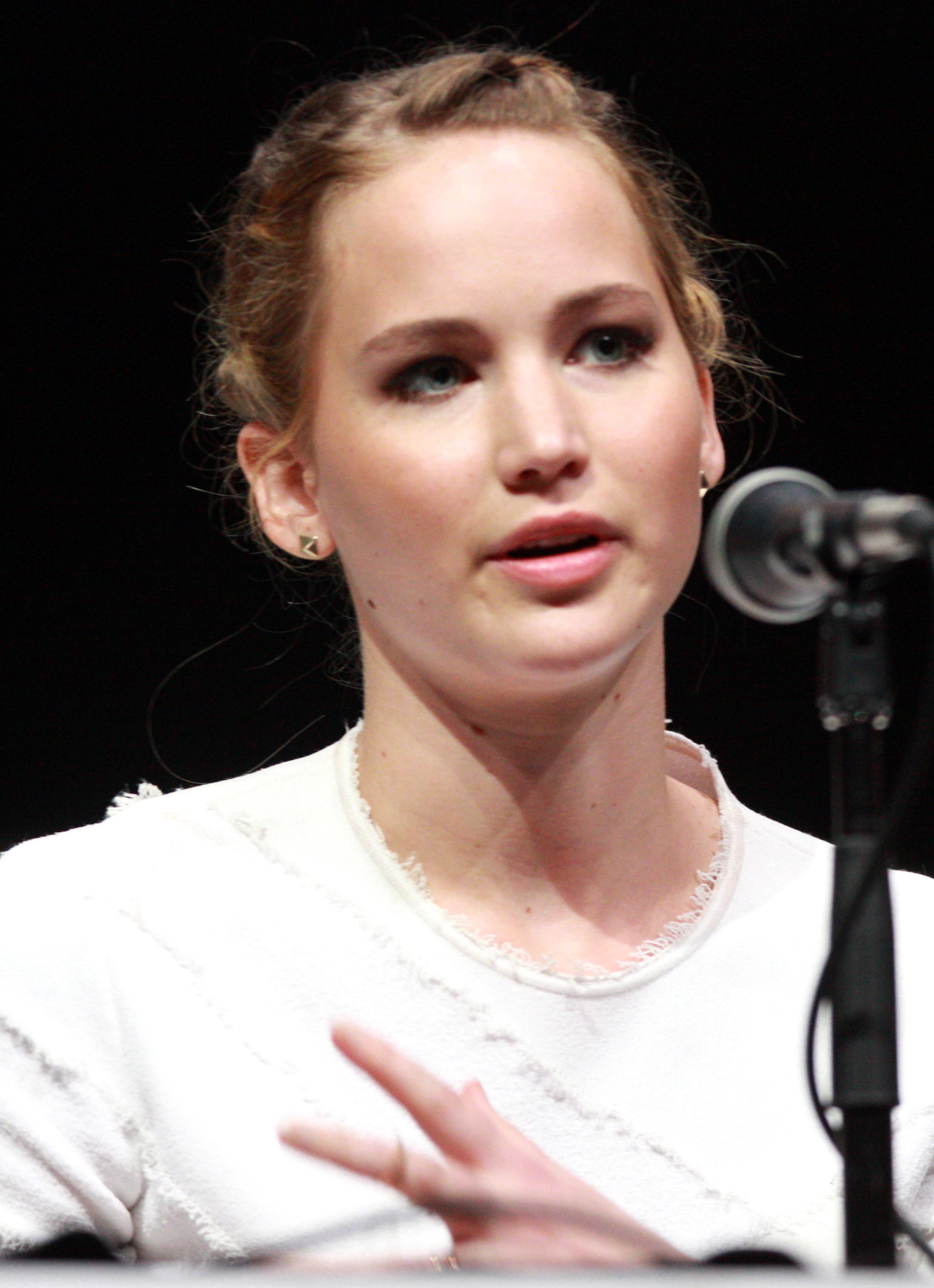
Jennifer Lawrence dans le rôle de Raven Darkholme / Mystique
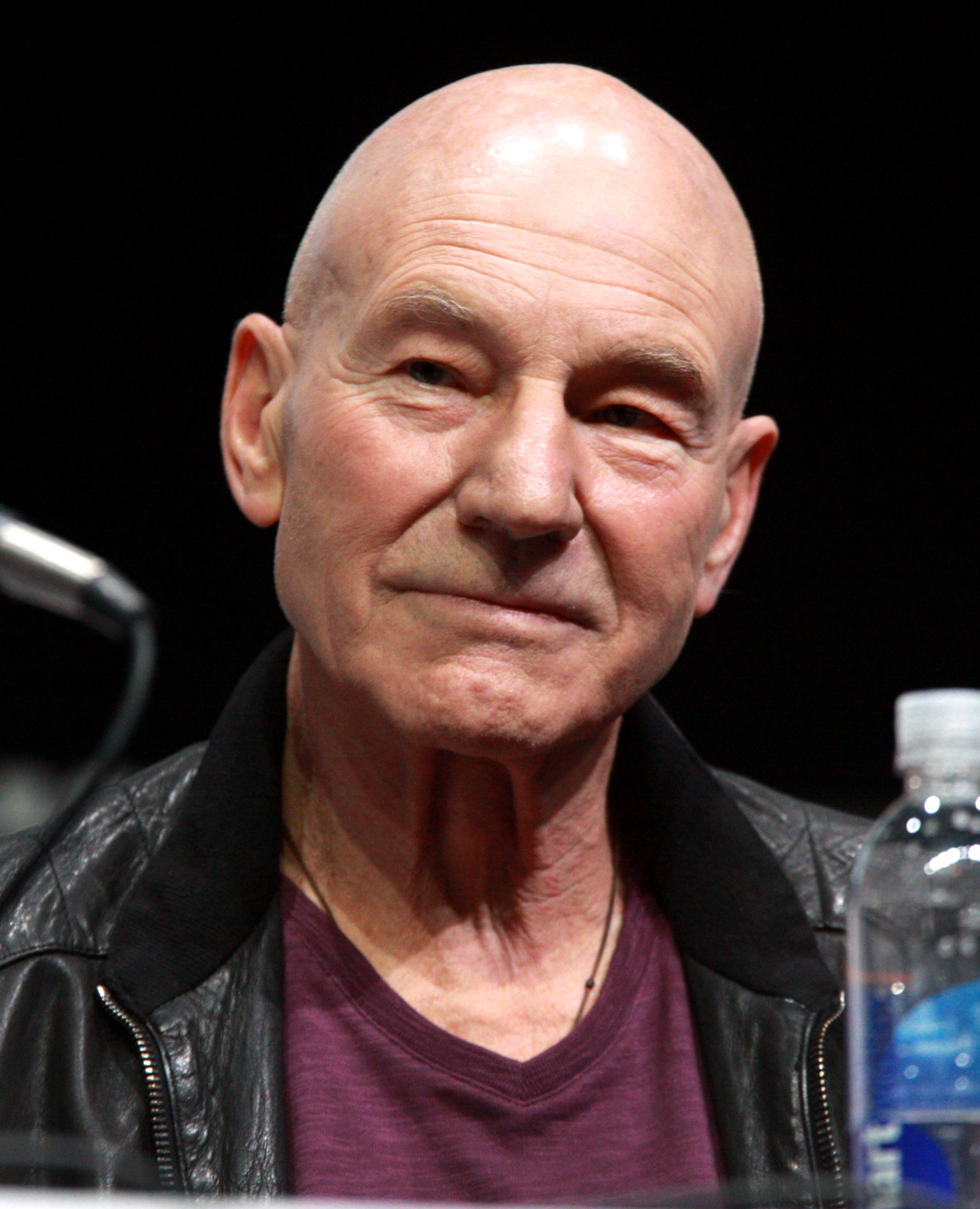
Patrick Stewart dans le rôle du professeur Charles François Xavier / professeur X âgé
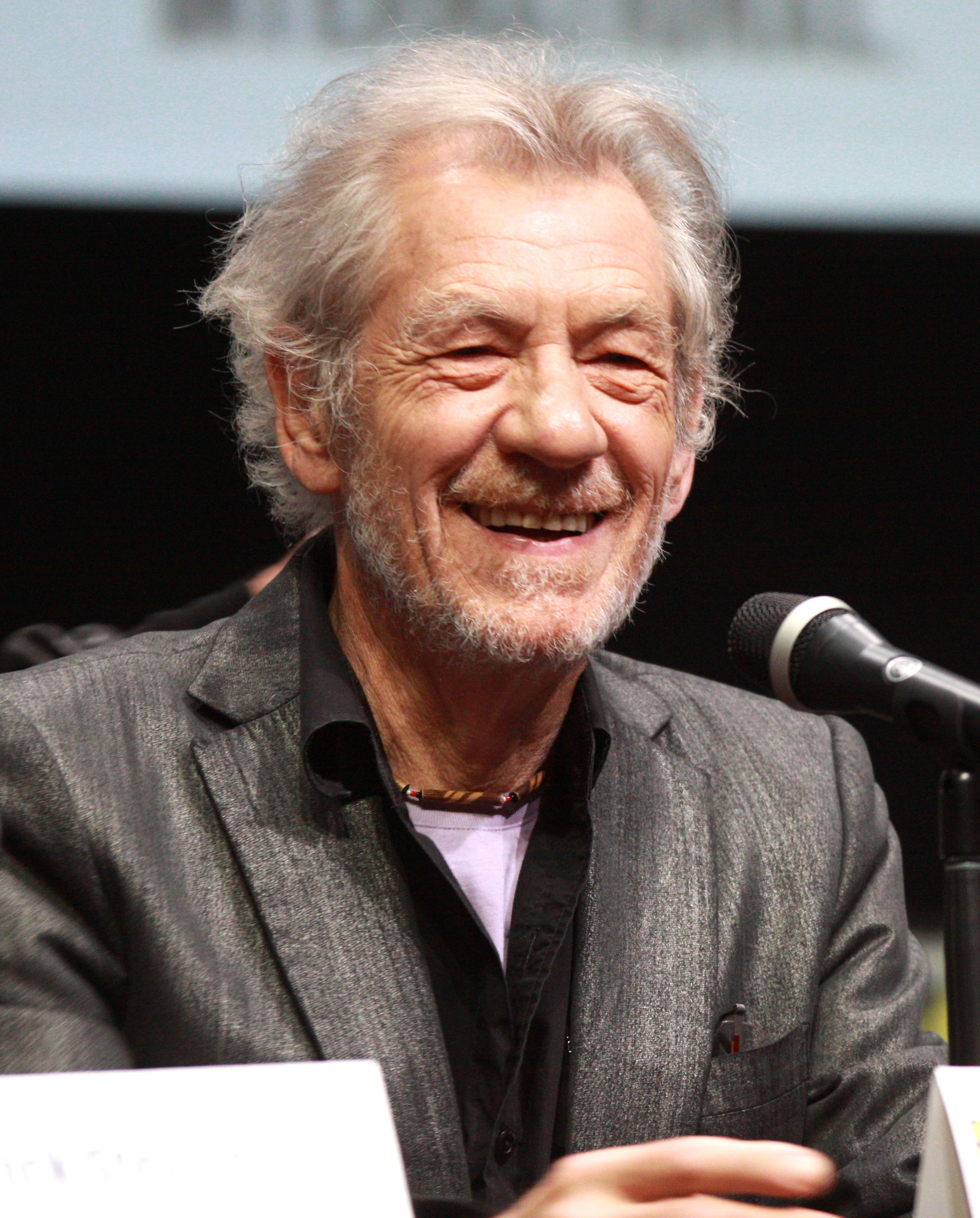
Ian McKellen dans le rôle de Erik Magnus Lensherr / Magnéto âgé
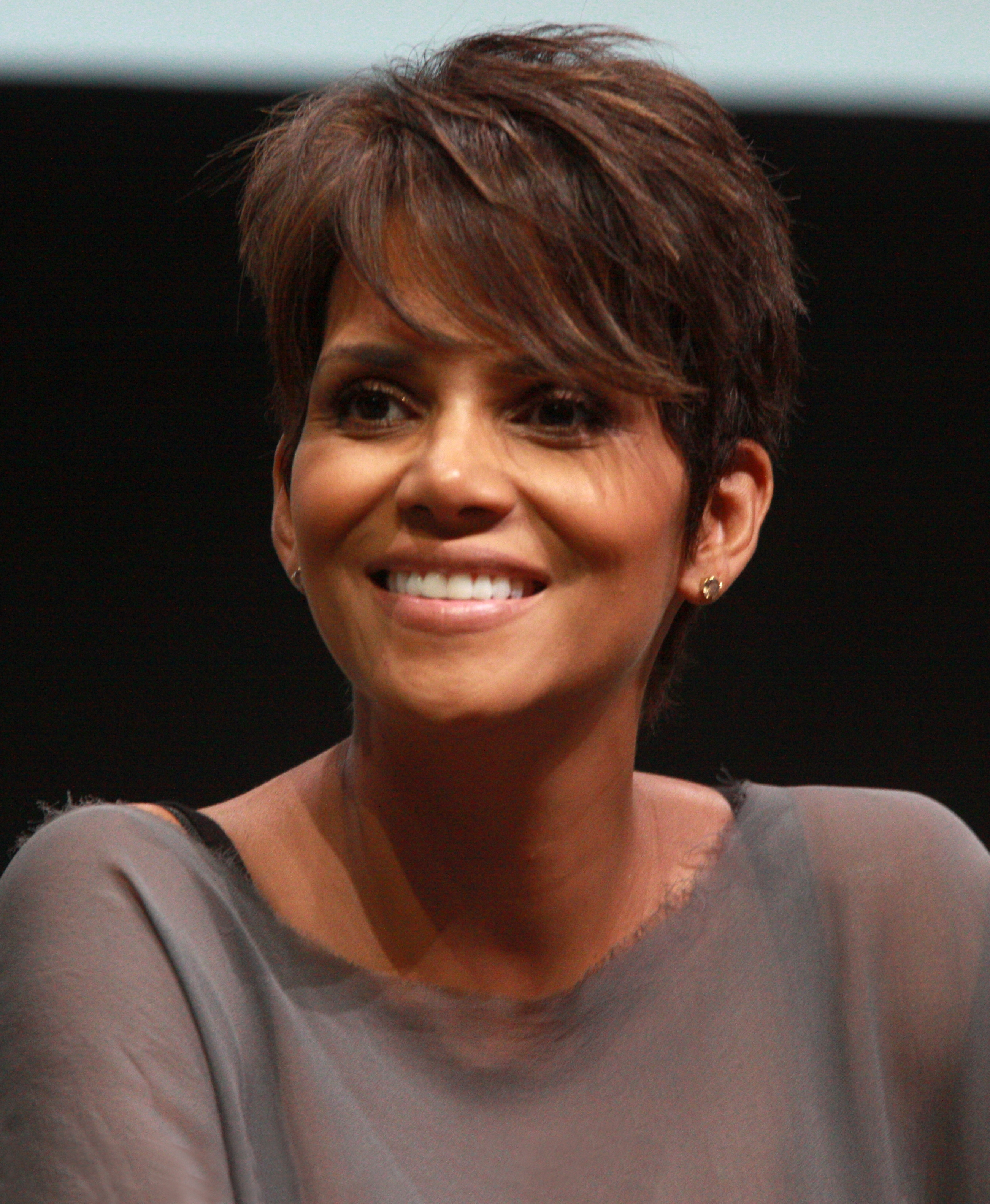
Halle Berry dans le rôle de Ororo Munroe / Tornade
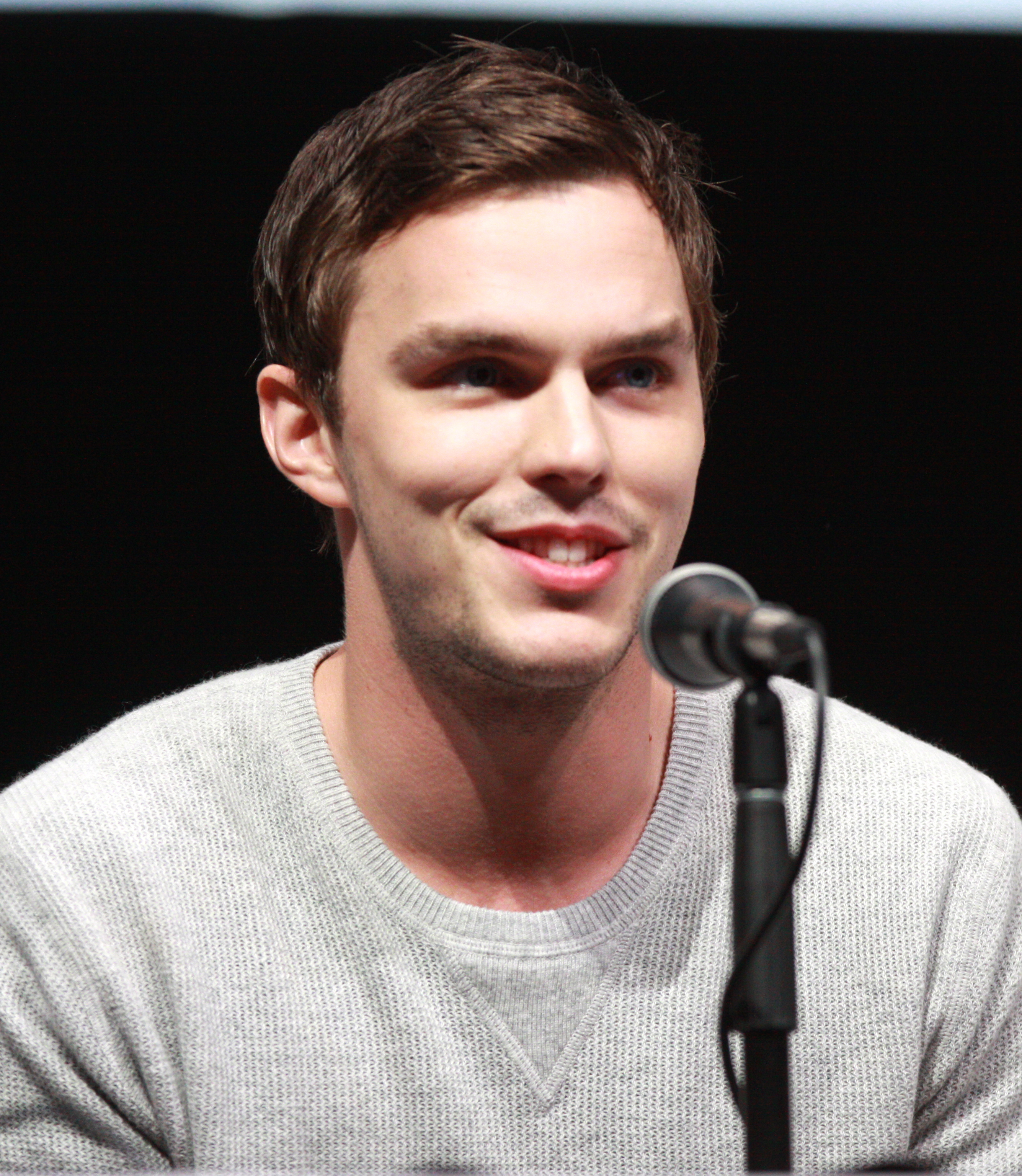
Nicholas Hoult dans le rôle de Henry « Hank » McCoy / Le Fauve
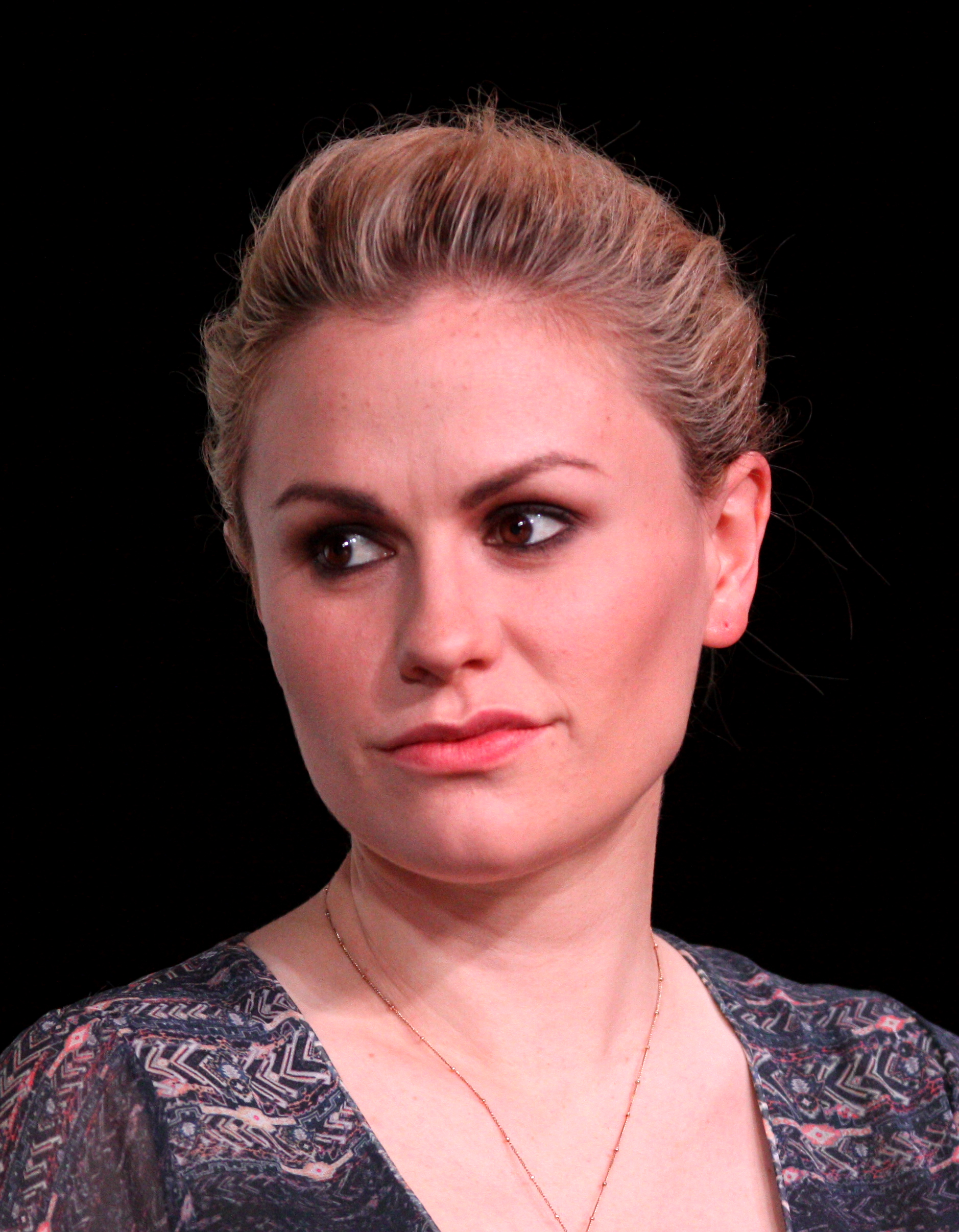
Anna Paquin dans le rôle de Anna Marie D'Ancanto / Malicia
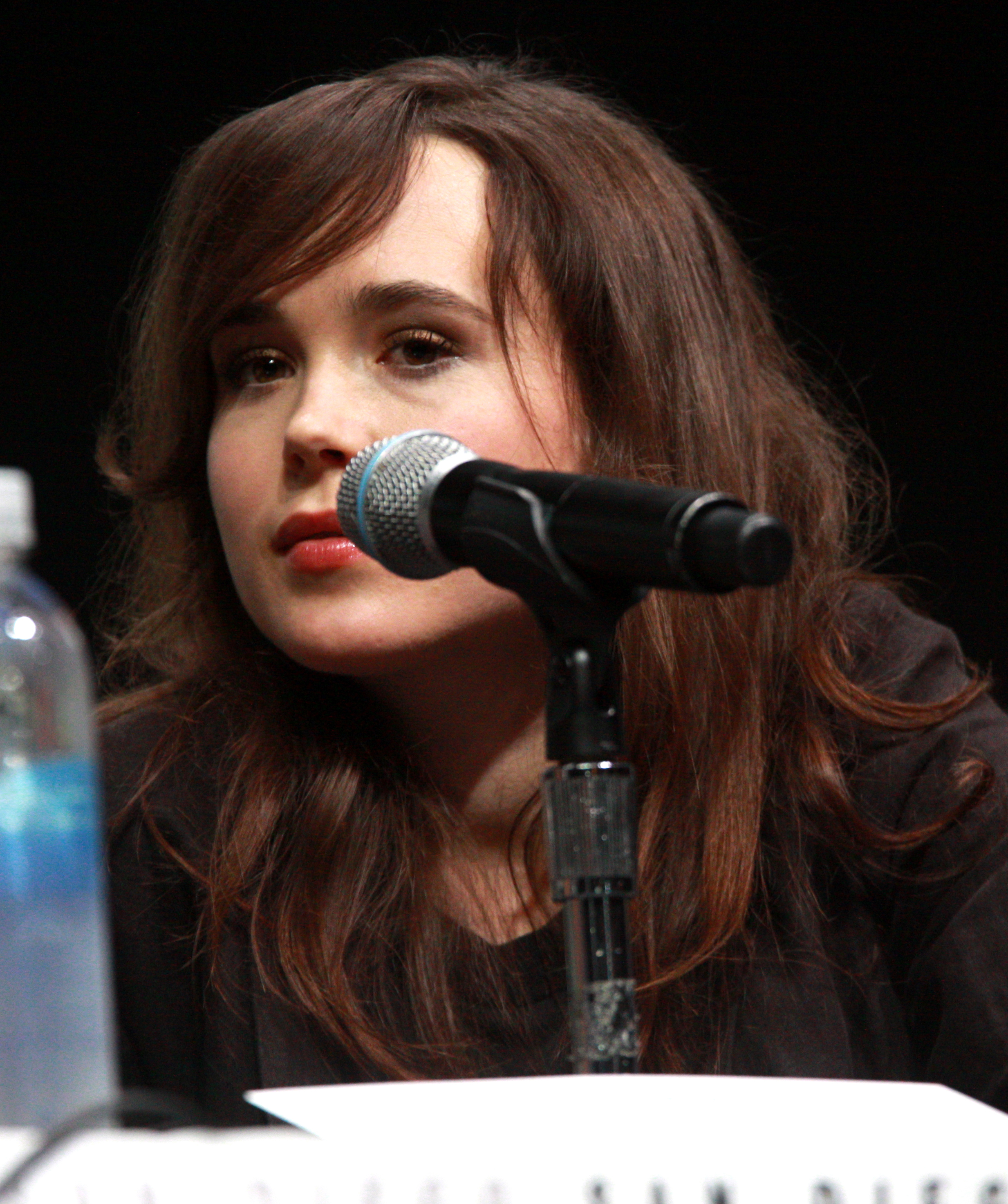
Elliot Page dans le rôle de Katherine « Kitty » Pryde / Shadowcat
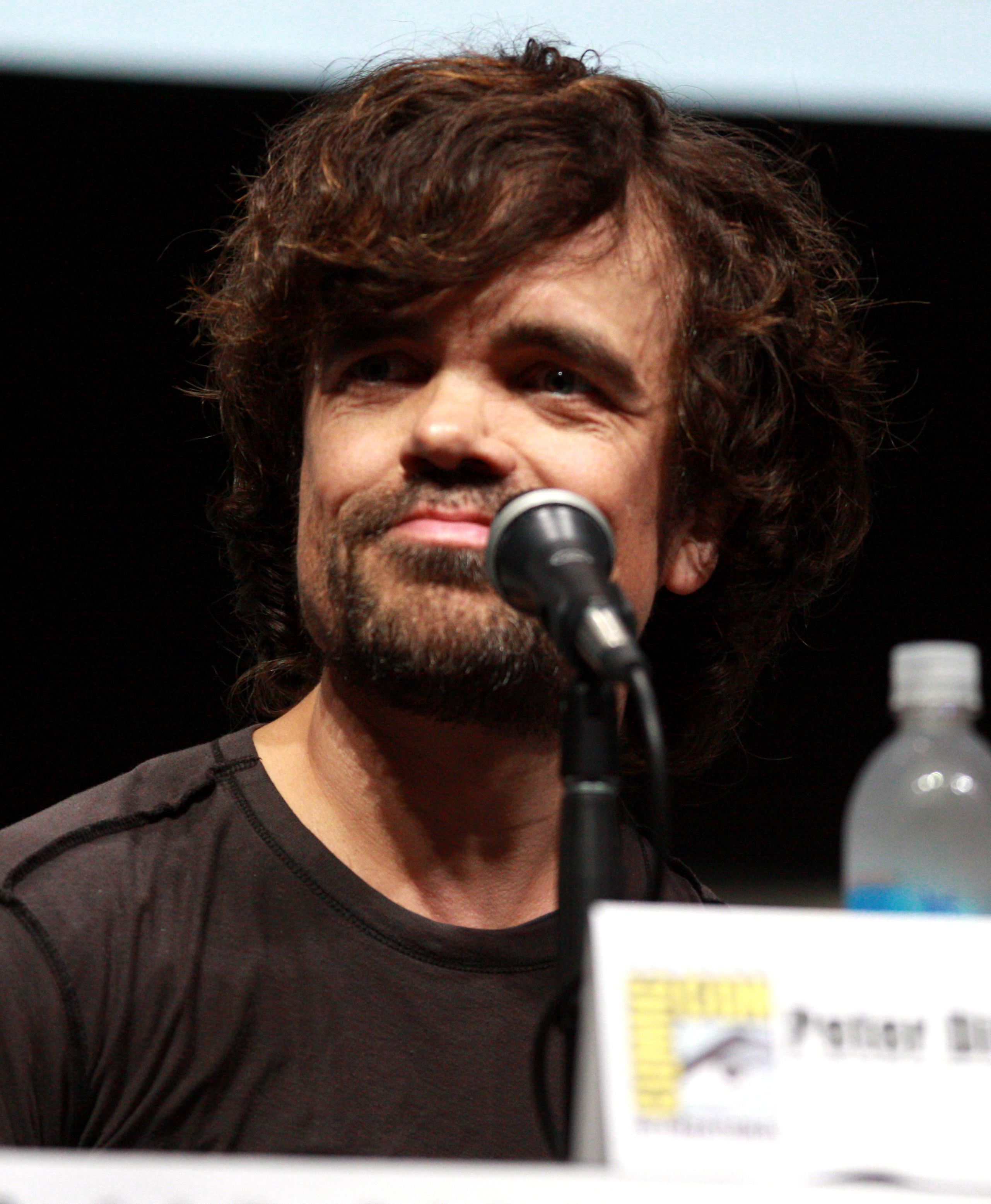
Peter Dinklage dans le rôle de Bolivar Trask
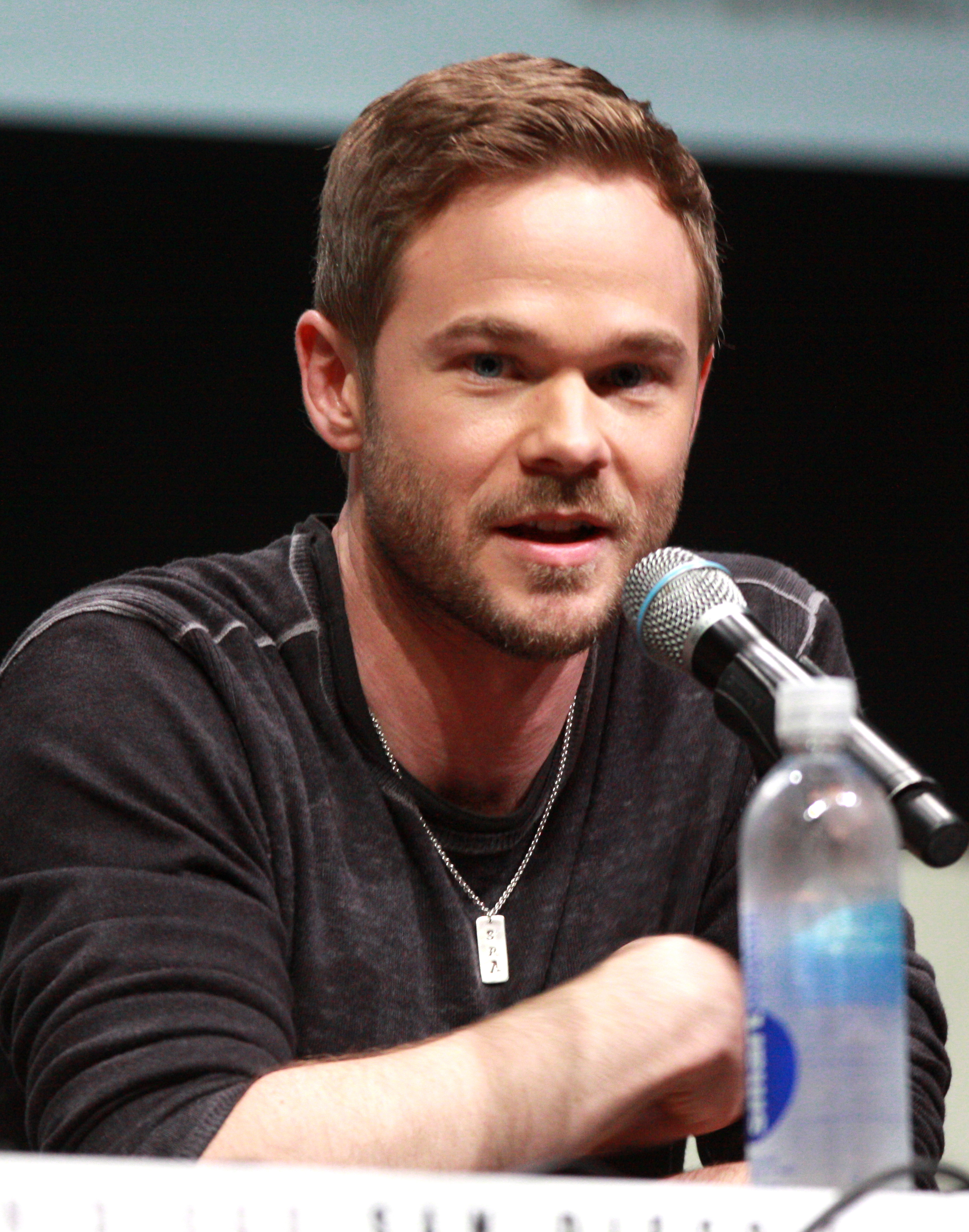
Shawn Ashmore dans le rôle de Robert « Bobby » Drake / Iceberg
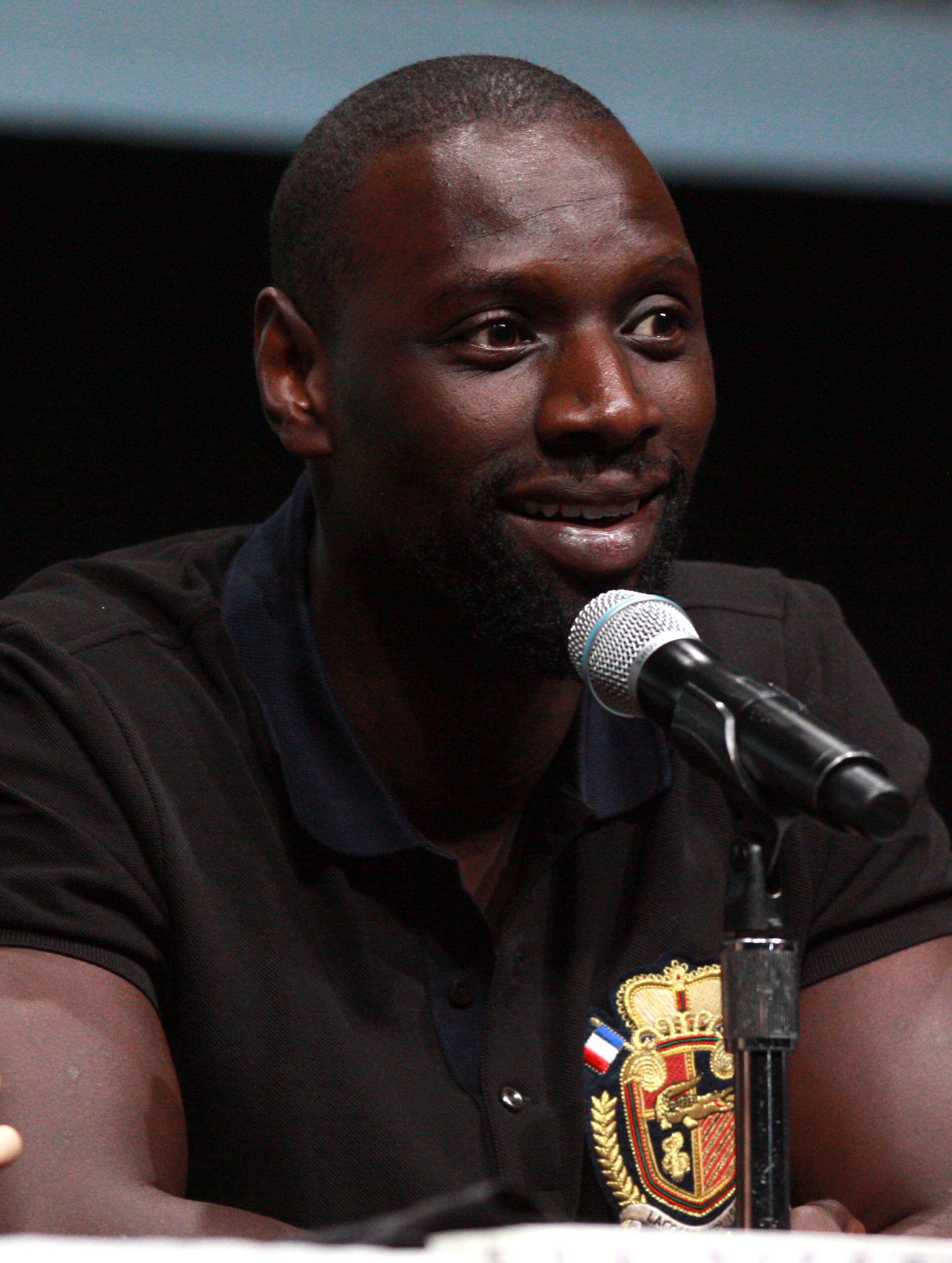
Omar Sy dans le rôle de Lucas Bishop
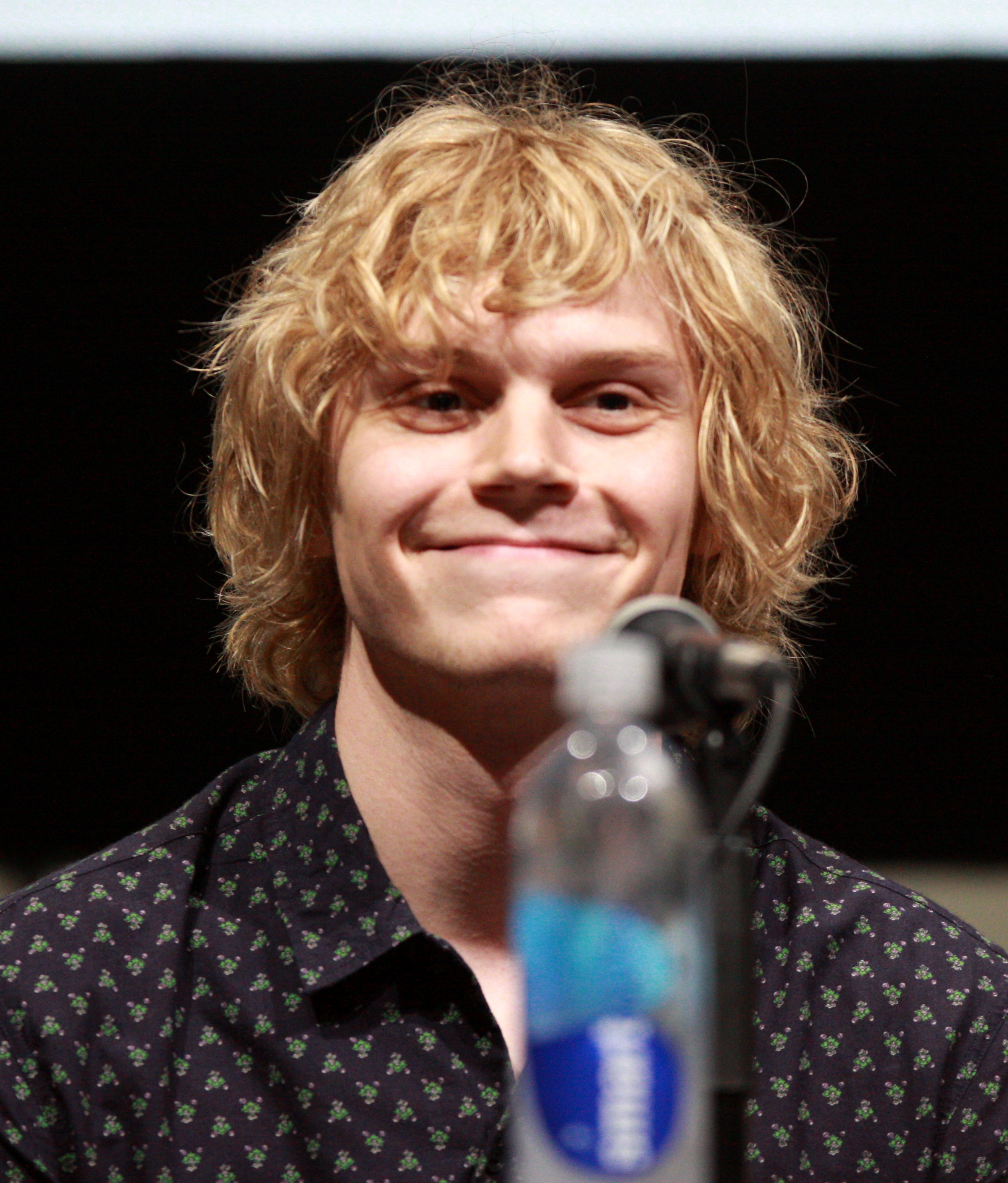
Evan Peters dans le rôle de Peter Maximoff / Vif-Argent
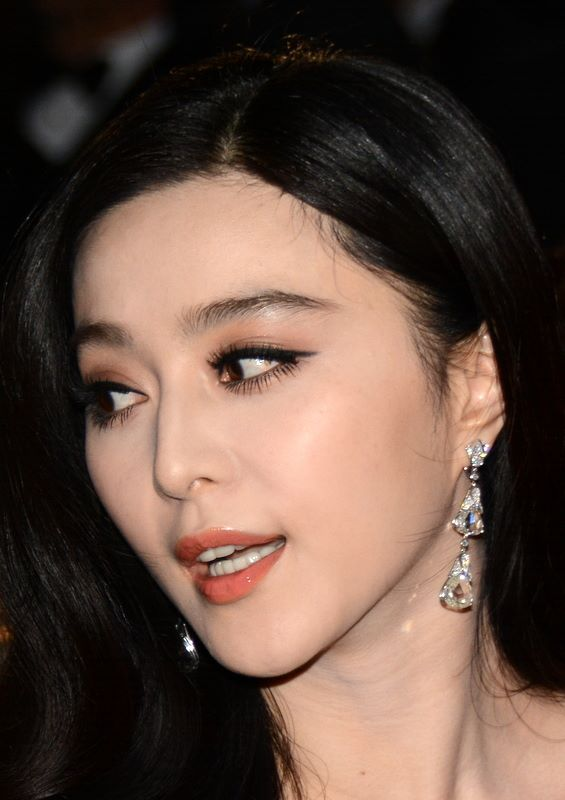
Fan Bingbing interprète Clarice Ferguson / Blink

## Production

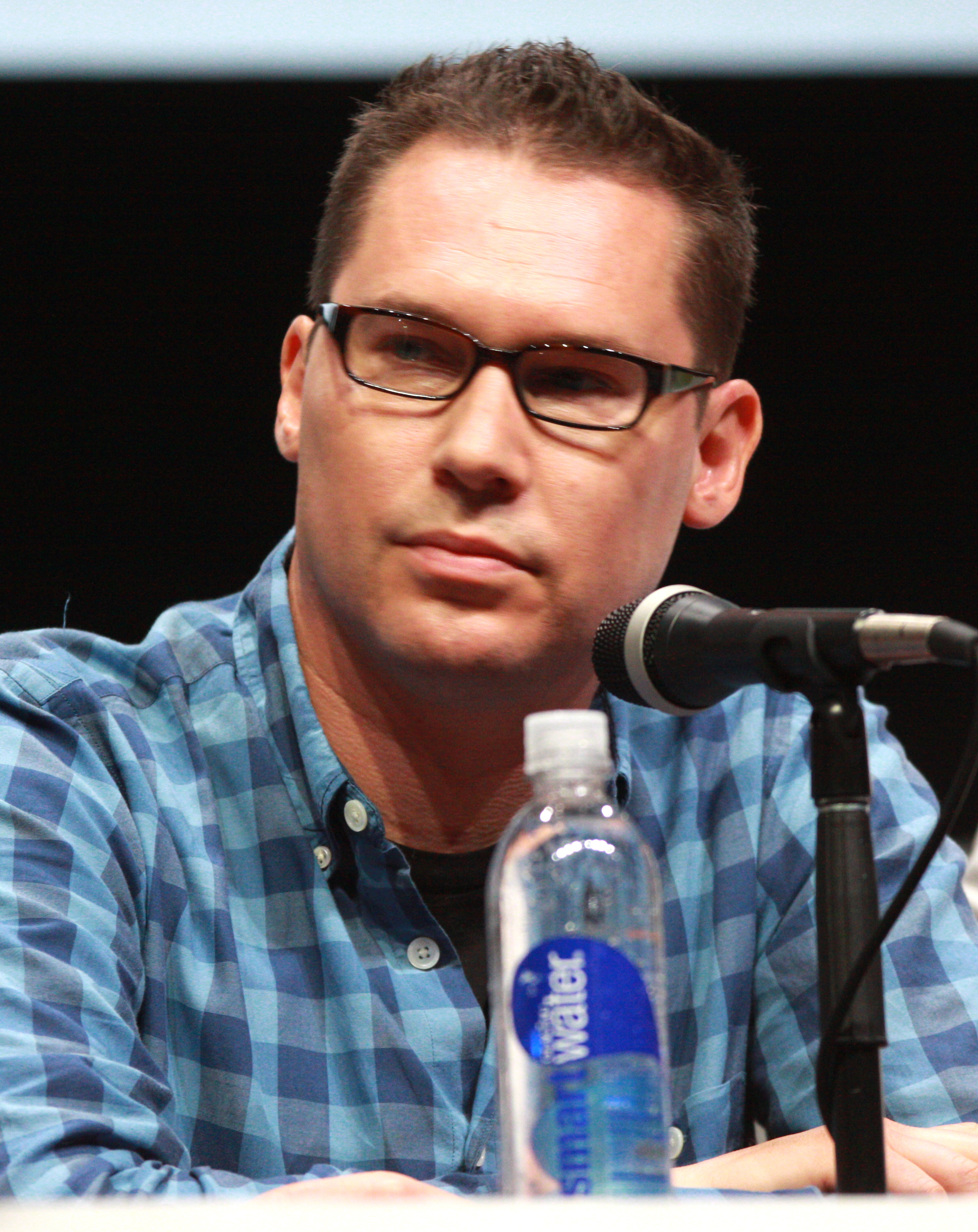
Le réalisateur Bryan Singer au San Diego Comic-Con 2013, pour la promotion du film.

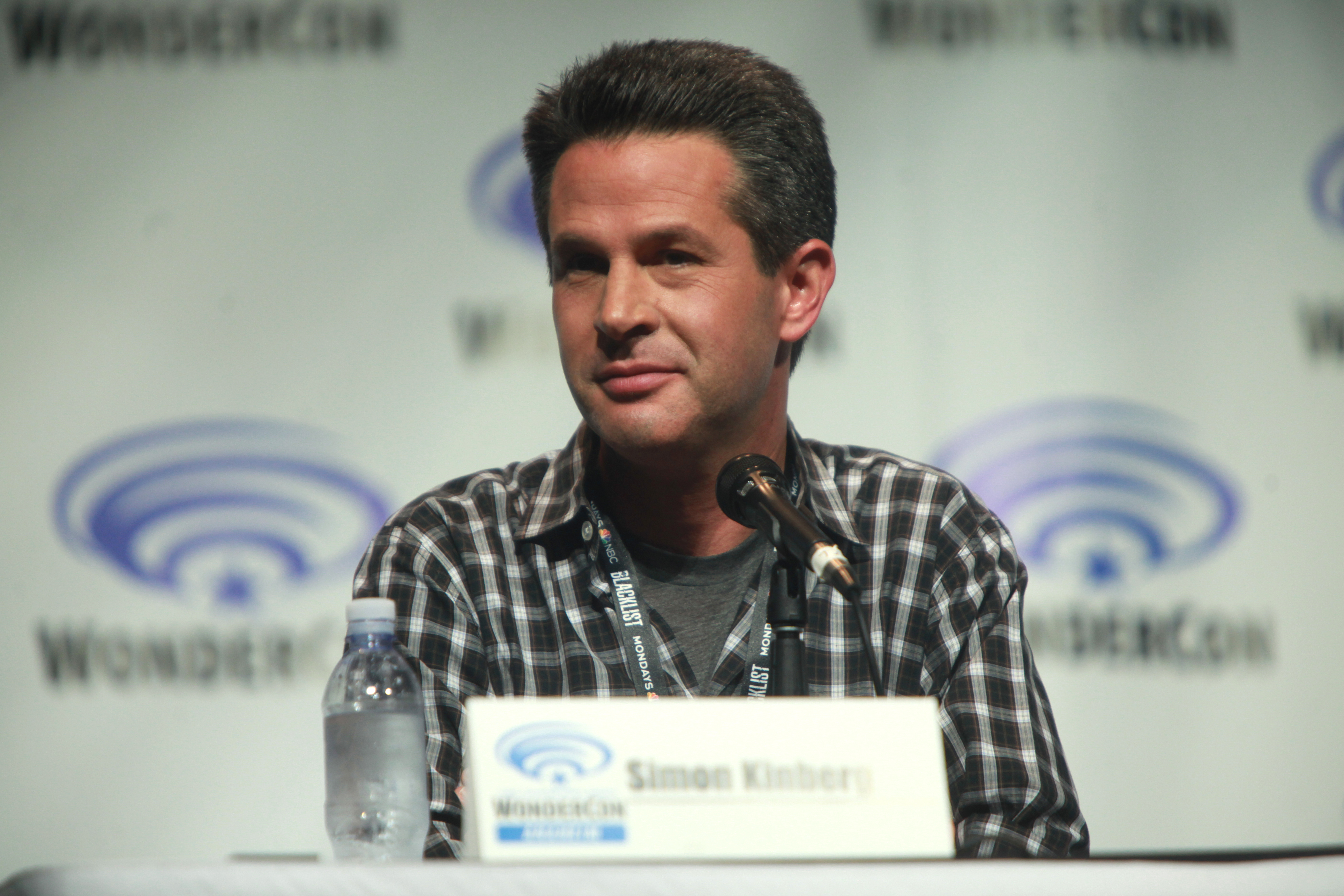
Le scénariste Simon Kinberg au Anaheim WonderCon 2014, pour la promotion du film.

### Genèse et développement
En août 2012, Bryan Singer a confirmé le projet d'une suite de X-Men : Le Commencement intitulée X-Men: Days of Future Past. Initialement attaché à la réalisation de cet opus à la suite du succès du précédent, Matthew Vaughn a finalement passé la main en octobre 2012. Il est remplacé par Bryan Singer, avec qui il continue son pas de deux, puisqu'il l'avait déjà suppléé pour X-Men : L'Affrontement final (avant d'en laisser les commandes à Brett Ratner) et X-Men : Le Commencement, mais reste ici crédité comme co-scénariste et producteur. Matthew Vaughn voulait à l'origine situer son film dans les années 1960 avec une intrigue autour de l'assassinat de John F. Kennedy orchestré par Magneto, de la guerre du Viêt Nam et du mouvement des droits civiques aux États-Unis.
Bryan Singer conserve quelques idées de Matthew Vaughn qu'il intègre à un nouveau scénario inspiré de l’arc narratif original X-Men: Days of Future Past scénarisé par Chris Claremont et dessiné par John Byrne, publié en 1981 par Marvel Comics, (publié en France en 1984 dans la revue Special Strange, no 35 et 36, sous les titres « Futur antérieur » et « Quelle ère est-il ? »). Dans les comics, c'est le personnage de Kitty Pryde (nommée « Kate Pryde » dans le futur) qui remonte le temps, alors que dans le film c'est le personnage de Wolverine.
Bryan Singer s'est entretenu avec James Cameron à propos notamment de multivers, de la théorie des cordes et de voyage dans le temps,.

### Attribution des rôles
Les « vétérans » de la première trilogie, Ian McKellen et Patrick Stewart, sont dès le départ annoncés dans leur rôle respectif de Magnéto et du professeur Xavier, cette fois donc dans des versions plus âgées.
Hugh Jackman est confirmé le 19 décembre 2012, marquant là sa septième apparition dans la peau de Wolverine en à peine quinze ans, puisqu'il tient le rôle depuis le premier X-Men, en 2000. Le 2 mars 2013, Halle Berry (Tornade), interviewée par Blacktreetv,, confirme sa présence dans ce prochain opus. Comme Ian McKellen et Patrick Stewart, l'actrice était l'une des têtes d'affiche de la trilogie originale.
Les retours d'autres « anciens », Anna Paquin (Malicia), Elliot Page (Kitty Pryde) et Shawn Ashmore (Bobby Drake / Iceberg), sont confirmés dans la foulée.
Puis, de nouveaux visages sont présentés : Peter Dinklage et Omar Sy sont également annoncés. Le Français décroche le rôle de Bishop tandis que Dinklage incarne l'antagoniste principal du film : Bolivar Trask, auquel l'acteur Bill Duke prêtait pourtant ses traits dans X-Men : L'Affrontement final.
En avril 2012, Bryan Singer annonce sur son compte Twitter que Lady Gaga rejoint la distribution dans le rôle de Dazzler, une mutante capable de transformer le son en lumière. Il s'avère après coup qu'il s'agissait d'un poisson d'avril de la part du réalisateur. Le réalisateur révèle en revanche en mars 2013 que Daniel Cudmore sera de retour dans la peau du géant Colossus, déjà présent dans X-Men 2 et X-Men : L'Affrontement final. Deux nouveaux acteurs seront aussi introduits : la Chinoise Fan Bingbing et l'Américain d'origine amérindienne, passé par la franchise Twilight, Boo Boo Stewart. Si Bingbing se voit confier le rôle de Blink, une mutante capable de se téléporter, le rôle de Boo Boo Stewart n'est pas alors clairement établi. Bryan Singer ayant toutefois annoncé la présence du mutant d'origine amérindienne Warpath, les spéculations vont bon train, et seront finalement confirmées.
En avril 2013, c'est le comédien Adan Canto (connu pour son rôle dans la série Following) qui est annoncé. Son rôle n'est alors pas connu, mais l'acteur précise qu'il interpréterait un personnage doté du pouvoir de contrôler le feu. Le rôle en question s'avère être celui de Roberto Da Costa, alias Solar.
En mai 2013, Bryan Singer révèle l'ajout d’Evan Peters à son film, dans le rôle de Vif-Argent, l'emportant sur Jamie Campbell Bower et Nico Tortorella, qui avaient également auditionné pour ce rôle.
À la suite de la divulgation du choix d'Evan Peters pour incarner Vif-Argent / Pietro Maximoff dans le film, des problèmes d'ordre juridique se sont posés. En effet, l'acteur était, à ce moment-là, pressenti pour jouer le même personnage dans Avengers : L'Ère d'Ultron, chez Marvel Studios. À la suite d'une nouvelle délimitation des droits concernant l'utilisation du personnage, pour chacun des deux studios impliqués, un compromis est trouvé. Peters incarnera le personnage uniquement dans le film de Bryan Singer, où il sera considéré comme un simple nouveau mutant. Si le studio le souhaite, ils pourra être affilié à Magnéto, qui est son père biologique dans le comics. Alors que dans Avengers : Age of Ultron, le personnage figurera en tant que nouvel Avenger, mais son père ne sera pas Magnéto, ce personnage appartenant exclusivement à la 20th Century Fox. Pour cette seconde incarnation du personnage, c'est Aaron Taylor-Johnson qui est finalement choisi. Marvel Studios décidera par ailleurs d'introduire conjointement le personnage de sa sœur jumelle, Wanda Maximoff.
En juin 2013, c'est au tour de l'acteur Josh Helman (connu pour son rôle dans la série Band of Brothers : L'Enfer du Pacifique) d'être recruté. Il devait à l'origine tenir le rôle du Fléau, mais lorsque le personnage est supprimé du scénario, il est choisi pour celui de William Stryker.
En juillet 2013, Bryan Singer annonce le retour de Lucas Till dans son rôle d'Havok, qu'il tenait déjà en 2011 dans le film X-Men : Le Commencement.
En décembre 2013, un correctif est apporté concernant la présence d'Anna Paquin dans le film. L'actrice, attendue dans le rôle de Malicia, ne sera finalement pas de retour dans la version finale, Bryan Singer ayant décidé de supprimer la séquence dans laquelle elle figurait, la jugeant inutile. Finalement, en avril 2014, la Fox confirme que Malicia apparaîtra dans le film, au moins en caméo.
Jason Flemyng, qui interprétait Azazel dans X-Men : Le Commencement, devait reprendre son rôle lorsque Matthew Vaughn était encore lié au projet. Mais lorsqu'il a passé la main à Bryan Singer, le script a été réécrit et le personnage supprimé.

### Tournage
Le tournage débute le 15 avril 2013, à Montréal, au Québec. Le Stade olympique de Montréal est notamment utilisé comme décor.
Pour les scènes avec Vif-Argent, Bryan Singer a utilisé une caméra enregistrant 3600 images par seconde, soit 150 fois plus que la vitesse normale d'un film (24 images par seconde).
Alors que le tournage se termine en août 2013, certains plans additionnels sont tournés au Canada mi-novembre 2013. Le tournage a repris au Canada comme l'a annoncé Bryan Singer via son compte Twitter le 11 février 2014.

## Bande originale
Albums de John Ottman
Non-Stop
(2014)
Bandes originales de X-Men
Wolverine : Le Combat de l'immortel
(2013) X-Men: Apocalypse
(2016)
John Ottman compose la musique du film. Il s'occupe par ailleurs également du montage, comme il l'avait fait précédemment pour X-Men 2 (2003). Il reprend d'ailleurs le thème de ce film dans certaines de ses compositions.
On peut également entendre dans le film des chansons non originales :
- Hello Hooray d'Alice Cooper
- Sanford and Son Theme (The Streetbeater) (en) de Quincy Jones
- Stop au nom de l'amour de Claude François (dans la boite de nuit à Paris)
- C'est si bon d'Henri Betti

| 1.  | The Future - Main Titles                                           | 2:44 |
| 2.  | Time's Up                                                          | 4:18 |
| 3.  | Hope (Xavier's Theme)                                              | 4:48 |
| 4.  | I Found Them                                                       | 2:52 |
| 5.  | Saigon / Logan Arrives                                             | 4:36 |
| 6.  | Pentagon Plan / Sneaky Mystique                                    | 3:25 |
| 7.  | He Lost Everything                                                 | 1:51 |
| 8.  | Springing Erik                                                     | 3:33 |
| 9.  | How Was She                                                        | 1:47 |
| 10. | All Those Voices                                                   | 3:19 |
| 11. | Paris Pandemonium                                                  | 7:45 |
| 12. | Contacting Raven                                                   | 1:48 |
| 13. | Rules of Time                                                      | 3:07 |
| 14. | Hat Rescue                                                         | 1:30 |
| 15. | Time's Up (film version)                                           | 3:34 |
| 16. | The Attack Begins                                                  | 5:04 |
| 17. | Join Me                                                            | 3:20 |
| 18. | Do What You Were Made For                                          | 2:56 |
| 19. | I Have Faith In You / Goodbyes                                     | 2:27 |
| 20. | Welcome Back / End Titles                                          | 3:58 |
| 21. | Time in a Bottle (interprété par Jim Croce)                        | 2:27 |
| 22. | The First Time Ever I Saw Your Face (interprété par Roberta Flack) | 5:20 |

## Sortie et accueil

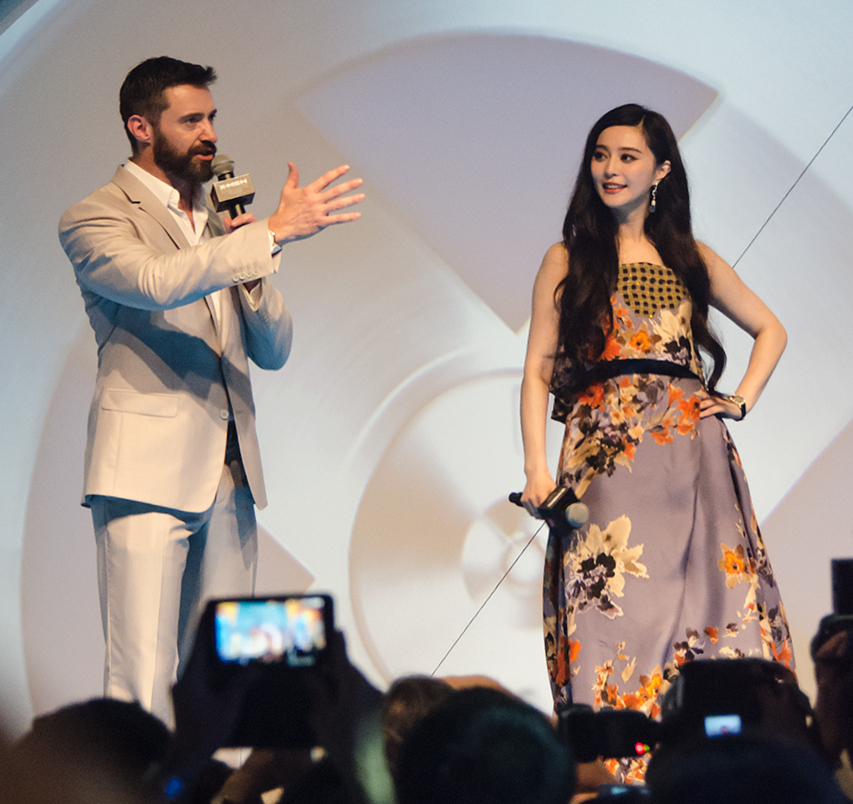
Hugh Jackman et Fan Bingbing à Singapour, pour la première sud-asiatique du film.

### Date de sortie
La sortie était initialement prévue le 16 juillet 2014 en France et le 18 juillet 2014 aux États-Unis. Finalement, en juillet 2013, les dates sont avancées : 21 mai 2014 pour la France et 23 mai 2014 sur le sol américain.

### Accueil critique
Sur l'agrégateur américain Rotten Tomatoes, le film récolte 92 % d'opinions favorables pour 236 avis recensés. Sur Metacritic, il obtient une note moyenne de 74/100 pour 43 critiques.
En France, le film décroche la moyenne de 3,8/5 pour 20 titres de presse comptabilisés. Du côté des critiques positives, Olivier Delcroix écrit dans Le Figaroscope : « X-Men: Days of Future Past est sans doute le meilleur des films X-Men depuis l'origine. Sombre, empreint d'une sourde mélancolie, le film parle d'un temps révolu et se leste d'une profondeur étonnante. Grandiose » Géraldine Woessner du Parisien souligne la qualité des effets spéciaux qui « servent l'histoire sans excès, dans un équilibre parfait, jusqu'au combat final qui ouvre un champ de possibles ». Dans Les Inrockuptibles, Romain Blondeau écrit « Bryan Singer offre à la franchise son plus bel et sombre épisode ».
Du côté des critiques plus mitigées, Louis Blanchiot du site Chronic'art regrette un film « trop gourmand » dans lequel à « aucun moment le récit ne retrouve le subtil équilibre de First Class, qui en faisait une sorte de Watchmen pour kids ». Barbara Théate du Journal du dimanche apprécie « quelques blagues plutôt bien senties » mais regrette l'action qui « manque d'enjeux ».

### Box-office
| Pays ou région    | Box-office        | Date d'arrêt du box-office | Nombre de semaines |
| ----------------- | ----------------- | -------------------------- | ------------------ |
| États-Unis Canada | 233 921 534 $,    | 9 octobre 2014             | 20                 |
| France            | 3 289 100 entrées | 12 août 2014               | 12                 |
| Total mondial     | 747 862 775 $     | 9 novembre 2014            | 24                 |

Le film totalise 90 millions de dollars pour son premier week-end d'exploitation nord-américaine. C'est le 2e meilleur démarrage de la saga, juste derrière X-Men : L'Affrontement final (2006) et ses 102,7 millions de dollars.
Après seulement 2 semaines d'exploitation dans le monde, il dépasse le total du meilleur film de la saga au box-office, X-Men : L'Affrontement final, avec plus de 500 millions de dollars de recettes mondiales.
En juin 2014, le film devient le plus gros succès de l'année 2014 avec plus de 713 millions de dollars de recettes. En France, il dépasse début juillet les 3 millions d'entrées et devient le 4e meilleur film en 2014 et le 1er de la saga, devant les 2 825 132 entrées de X-Men 2.

## Distinctions
Entre 2013 et 2016, X-Men : Days of Future Past a été sélectionné 64 fois dans diverses catégories et a remporté 16 récompenses,.

### Récompenses
| Année | Cérémonie ou récompense | Catégorie / Récompense                                                                                          | Nommé(es) / Lauréat(es)                                                                                            |
| ----- | --- | --- | --- |
| 2014  | Association des critiques de cinéma de Saint-Louis                                                                                             | Mérite spécial (pour la meilleure scène, technique cinématographique ou autre aspect ou moment mémorable)       | Évasion du Pentagone de Quicksilver                                                                                |
| 2014  | Prix du jeune public | Prix du jeune public de la meilleure actrice de cinéma dans un film de science-fiction ou fantastique           | Jennifer Lawrence                                                                                                  |
| 2014  | Prix Huading | Prix Huading de la meilleure actrice mondiale dans un film                                                      | Halle Berry |
| 2014  | Prix Matchflick Flicker (Matchflick Flicker Awards)                                                                                            | Prix Flicker des meilleures scènes de combat                                                                    | Bryan Singer |
| 2014  | Prix Schmoes d'or | Schmoes d'or de la meilleure séquence d'action de l'année                                                       | Quicksilver Slo-Mo Takedown                                                                                        |
| 2014  | Prix Schmoes d'or | Schmoes d'or de la scène la plus mémorable d'un film                                                            | Quicksilver Slo-Mo Takedown                                                                                        |
| 2015  | Association du cinéma et de la télévision en ligne (Online Film & Television Association)                                                      | Prix du film OFTA du moment le plus cinématographique                                                           | Temps dans une bouteille                                                                                           |
| 2015  | Association du cinéma et de la télévision en ligne (Online Film & Television Association)                                                      | Prix du film OFTA de la meilleure affiche de film                                                               | Pour les deux affiches, chacune représentant les versions ancienne et jeune du Dr Charles Xavier et Erik Lehnsherr |
| 2015  | Prix des arts créatifs de l'International 3D & société d'imagerie avancée (International 3D & Advanced Imaging Society's Creative Arts Awards) | Prix des arts créatifs de la scène 3D de l'année                                                                | Twentieth Century Fox (Temps dans une bouteille)                                                                   |
| 2015  | Prix du choix des enfants | Blimp Award de la star d'action féminine préférée                                                               | Jennifer Lawrence                                                                                                  |
| 2015  | Prix Empire | Prix Empire du meilleur film fantastique ou de science-fiction                                                  | X-Men: Days of Future Past                                                                                         |
| 2015  | Prix Jupiter | Prix Jupiter du meilleur film international                                                                     | Bryan Singer |
| 2015  | Prix Yoga (Yoga Awards) | Prix Yoga de la pire actrice étrangère                                                                          | Jennifer Lawrence                                                                                                  |
| 2015  | Société des effets visuels | Prix VES de la meilleure cinématographie virtuelle dans un projet multimédia photoréaliste / d'action en direct | Newton Thomas Sigel, Austin Bonang, Casey Schatz et Dennis Jones (Scène de cuisine)                                |
| 2015  | Société des effets visuels | Prix VES des meilleures simulations d'effets dans un film photoréaliste / action en direct                      | Adam Paschke, Premamurti Paetsch, Sam Hancock et Timmy Lundin                                                      |
| 2016  | Académie des films de science-fiction, fantastique et d'horreur - Prix Saturn                                                                  | Prix Saturn de la meilleure version DVD / Blu-Ray édition spéciale                                              | X-Men: Days of Future Past                                                                                         |

### Nominations
| Année | Cérémonie ou récompense | Catégorie / Récompense                                                                                             | Nommé(es) / Lauréat(es)                                                             |
| ----- | --- | --- | ----------------------------------------------------------------------------------- |
| 2013  | Association des critiques de films de la région de Washington DC                                                                               | Meilleure représentation de Washington, DC                                                                         | -                                                                                   |
| 2014  | Communauté du circuit des récompenses (Awards Circuit Community Awards (ACCA))                                                                 | Meilleurs effets visuels                                                                                           | -                                                                                   |
| 2014  | Prix de la bande-annonce d'or | Meilleure bande-annonce blockbuster de l'été 2014                                                                  | Twentieth Century Fox et Mob Scene                                                  |
| 2014  | Prix du jeune public | Meilleur film de science-fiction ou fantastique                                                                    | X-Men: Days of Future Past                                                          |
| 2014  | Prix du jeune public | Meilleure actrice de cinéma dans un film de science-fiction ou fantastique                                         | Halle Berry                                                                         |
| 2014  | Prix du jeune public | Meilleur méchant                                                                                                   | Michael Fassbender                                                                  |
| 2014  | Prix du jeune public | Meilleur voleur de vedette                                                                                         | Nicholas Hoult                                                                      |
| 2014  | Prix du jeune public | Meilleur voleur de vedette                                                                                         | Elliot Page                                                                         |
| 2014  | Prix du jeune public d'Hollywood | Super super-héros                                                                                                  | Nicholas Hoult                                                                      |
| 2014  | Prix du jeune public d'Hollywood | Meilleure alchimie entre acteurs au cinéma                                                                         | X-Men: Days of Future Past                                                          |
| 2014  | Prix du jeune public d'Hollywood | Meilleur film | X-Men: Days of Future Past                                                          |
| 2014  | Prix IGN du cinéma d'été (IGN Summer Movie Awards)                                                                                             | Meilleure bande-annonce de film                                                                                    | Pour la première bande-annonce                                                      |
| 2014  | Prix Rondo Hatton horreur classique (Rondo Hatton Classic Horror Awards)                                                                       | Meilleur film | Bryan Singer                                                                        |
| 2014  | Prix Schmoes d'or (Golden Schmoes Awards) | Meilleur film de science-fiction de l'année                                                                        | X-Men: Days of Future Past                                                          |
| 2014  | Prix Schmoes d'or (Golden Schmoes Awards) | Meilleurs effets spéciaux de l'année                                                                               | X-Men: Days of Future Past                                                          |
| 2014  | Prix Schmoes d'or (Golden Schmoes Awards) | Meilleur DVD / Blu-Ray de l'année                                                                                  | X-Men: Days of Future Past                                                          |
| 2014  | Prix Schmoes d'or (Golden Schmoes Awards) | Personnage le plus cool de l'année                                                                                 | Quicksilver                                                                         |
| 2015  | Académie des films de science-fiction, fantastique et d'horreur - Prix Saturn                                                                  | Meilleur film tiré d'un comic                                                                                      | X-Men: Days of Future Past                                                          |
| 2015  | Académie des films de science-fiction, fantastique et d'horreur - Prix Saturn                                                                  | Meilleure réalisation                                                                                              | Bryan Singer                                                                        |
| 2015  | Académie des films de science-fiction, fantastique et d'horreur - Prix Saturn                                                                  | Meilleur montage                                                                                                   | John Ottman                                                                         |
| 2015  | Académie des films de science-fiction, fantastique et d'horreur - Prix Saturn                                                                  | Meilleurs costumes                                                                                                 | Louise Mingenbach                                                                   |
| 2015  | Académie des films de science-fiction, fantastique et d'horreur - Prix Saturn                                                                  | Meilleur maquillage                                                                                                | Adrien Morot et Norma Hill-Patton                                                   |
| 2015  | Association du cinéma et de la télévision en ligne (Online Film & Television Association)                                                      | Meilleurs effets visuels                                                                                           | X-Men: Days of Future Past                                                          |
| 2015  | Association du cinéma et de la télévision en ligne (Online Film & Television Association)                                                      | Meilleure coordination de cascades                                                                                 | X-Men: Days of Future Past                                                          |
| 2015  | BAFTA Awards / Prix des arts du cinéma et de la télévision de la British Academy,                                                              | Meilleurs effets visuels                                                                                           | Richard Stammers, Anders Langlands, Tim Crosbie et Cameron Waldbauer                |
| 2015  | Guilde des acteurs de l'écran | Meilleure équipe de cascadeurs                                                                                     | X-Men: Days of Future Past                                                          |
| 2015  | MTV Movie Awards | Meilleur méchant                                                                                                   | Peter Dinklage                                                                      |
| 2015  | Oscars du cinéma, | Meilleure réalisation en effets visuels                                                                            | Richard Stammers, Lou Pecora, Tim Crosbie et Cameron Waldbauer                      |
| 2015  | Prix ACTRA | Meilleure performance masculine                                                                                    | Mark Camacho                                                                        |
| 2015  | Prix Annie | Meilleure réalisation d'effets animés dans une production d'action en direct                                       | Jeremy Hampton, Daniel Stern, Edmond Smith III, Hiroshi Tsubokawa et Daniel Jenkins |
| 2015  | Prix de l'Académie australienne des arts du cinéma et de la télévision                                                                         | Meilleurs effets visuels pour l'animation                                                                          | Richard Stammers, Blondel Aidoo, Cameron Waldbauer, Tim Crosbie et Adam Paschke     |
| 2015  | Prix de la bande-annonce d'or | Meilleurs graphismes dans un spot télévisé                                                                         | 20th Century Fox et Transit                                                         |
| 2015  | Prix de la critique de cinéma en ligne portugaise (Criticos de Cinema Online Portugueses Awards)                                               | Meilleurs effets spéciaux                                                                                          | X-Men: Days of Future Past                                                          |
| 2015  | Prix des arts créatifs de l'International 3D & société d'imagerie avancée (International 3D & Advanced Imaging Society's Creative Arts Awards) | Action en direct - Fonction 3D                                                                                     | X-Men: Days of Future Past                                                          |
| 2015  | Prix des blogueurs de cinéma (Cinema Bloggers Awards)                                                                                          | Meilleurs effets spéciaux - Compétition internationale                                                             | X-Men: Days of Future Past                                                          |
| 2015  | Prix du choix des enfants | Acteur de cinéma préféré                                                                                           | Hugh Jackman                                                                        |
| 2015  | Prix du choix des enfants | Star d'action féminine préférée                                                                                    | Halle Berry                                                                         |
| 2015  | Prix du choix des enfants | Star d'action féminine préférée                                                                                    | Elliot Page                                                                         |
| 2015  | Prix du choix des enfants | Star d'action masculine préférée                                                                                   | Hugh Jackman                                                                        |
| 2015  | Prix du public | Film préféré | X-Men: Days of Future Past                                                          |
| 2015  | Prix du public | Film d'action préféré                                                                                              | X-Men: Days of Future Past                                                          |
| 2015  | Prix nationaux du cinéma russe (Russian National Movie Awards)                                                                                 | Meilleur film d'action étranger de l'année                                                                         | X-Men: Days of Future Past                                                          |
| 2015  | Prix nationaux du cinéma russe (Russian National Movie Awards)                                                                                 | Meilleur méchant étranger de l'année                                                                               | Michael Fassbender (Magneto)                                                        |
| 2015  | Prix Jupiter | Meilleure actrice internationale                                                                                   | Jennifer Lawrence                                                                   |
| 2015  | Société des effets visuels | Meilleurs effets visuels dans un film de fonction photoréaliste / d'action en direct piloté par les effets visuels | Richard Stammers, Blondel Aidoo, Lou Pecora, Anders Langlands et Cameron Waldbauer  |
| 2015  | Taurus - Prix mondiaux des cascades | Coup le plus dur                                                                                                   | Jean-Francois Lachapelle                                                            |
| 2015  | Taurus - Prix mondiaux des cascades | Meilleur coordinateur de cascade et / ou réalisateur de la 2e équipe                                               | Brian Smrz, Jeff Habberstad, James M. Churchman et Michael Scherer                  |
| 2015  | Taurus - Prix mondiaux des cascades | Meilleur gréement acrobatique                                                                                      | James M. Churchman, Nick Brandon, Trevor Habberstad, Paul Leonard et Stefan Löfgren |

## Commentaires

### Clins d'oeil
Le personnage de Wanda Maximoff, sœur jumelle de Pietro Maximoff (rebaptisé Peter dans le film), n'apparait pas dans le film. Cependant, dans la scène où Magnéto s'adresse aux caméras, on peut juste apercevoir Vif-Argent regarder la télévision en compagnie de sa petite sœur, dont le nom ne nous est pas révélé. Dans la version longue dite Rogue Cut, la mère des Maximoff dit à la plus jeune fille d'aller voir sa sœur qui n'est pas montrée à l'écran. Il est donc possible que cette sœur inconnue soit Wanda Maximoff (la Sorcière Rouge) et que l'enfant ne soit autre que Polaris, benjamine de la famille. Le réalisateur déclarera caresser l'idée d'explorer cette piste dans X-Men: Apocalypse.
Dans la scène où Hank MacCoy emmène Charles Xavier et Wolverine dans une pièce bondée d'équipement de télévision, on peut voir un téléviseur qui diffuse un épisode de Star Trek avec un plan sur le capitaine James T. Kirk (William Shatner). Patrick Stewart avait aussi participé à cette série en incarnant le capitaine Jean-Luc Picard.
 (août 2023).
- Si vous ne connaissez pas le sujet, laissez ce bandeau (vous pouvez alors contacter les auteurs).
- Si vous supprimez le contenu mis en cause (vous pouvez préalablement contacter les auteurs),

argumentez précisément cette suppression dans la page de discussion
(un manque de référence n'est pas un argument ; une recherche réelle de référence doit avoir été effectuée, être formellement documentée).

### Version longueRogue Cut
Quelques mois après la sortie du film, il est annoncé qu'une version longue sortira en vidéo. Intitulée X-Men: Days of Future Past, the Rogue Cut, elle sort le 15 juillet 2015 en DVD et Blu-ray. Elle inclut essentiellement des scènes supplémentaires de Malicia (Rogue en version originale), coupées au montage. Elle propose une intrigue secondaire : après que Logan a blessé Kitty Pryde, cette dernière perd le contrôle du transfert de Wolverine dans le temps. Malicia, retenue prisonnière au dans l'ancien manoir de Charles est libérée par Bobby, Magnéto et Charles. Bobby/Iceberg est tué lors de l'évasion. Malicia prend ensuite le relai, alors qu'en parallèle la version plus jeune de Magnéto va récupérer son casque au département de la défense. Certaines scènes sont rallongées comme dans le temple du futur avec un baiser entre Iceberg et Kitty. On peut également voir la petite sœur de Vif-Argent discuter avec Wolverine quand ils se rendent chez la famille de Peter Maximoff. Une scène supplémentaire montre Hank McCoy questionnant Wolverine, en train de fumer un cigare dans sa chambre, pour savoir s'il va survivre dans le futur. Elle s'enchaine avec un échange entre Hank et Raven au manoir après lequel ils s'embrassent. Une scène montre également Mystique se faisant passer pour Charles pour détruire le Cerebro.
Le film est ainsi rallongé de 17 minutes.

## Suite
Avant même la sortie du film, Bryan Singer annonce sur son compte Twitter une suite intitulée X-Men: Apocalypse prévue pour le 18 mai 2016 en France. Le personnage d'Apocalypse, un mutant très ancien et extrêmement puissant, en sera le méchant principal. Il est d'ailleurs introduit dans la séquence post-générique de X Men: Days of Future Past,.
Le producteur et scénariste Simon Kinberg évoque la possibilité que certains personnages des trois premiers films pourraient revenir : « Le long métrage se concentrera principalement sur le casting de X-Men : Le Commencement, mais certains membres du casting d'origine seront certainement impliqués ».